# Le Grau-du-Roi
Pour les articles homonymes, voir Grau (homonymie).
Le Grau-du-Roi (en provençal : lo Grau dau Rei [norme classique] ou lou Grau dóu Rèi [norme mistralienne]), est une commune camarguaise, plus précisément de Petite Camargue, située dans le sud-est de la France, dans le sud du département du Gard en région Occitanie.
Exposée à un climat méditerranéen, elle est drainée par le Vidourle et par un autre cours d'eau. Incluse dans la Camargue (delta du Rhône), la commune possède un patrimoine naturel remarquable : deux sites Natura 2000 (la « Petite Camargue » et la « petite Camargue laguno-marine »), cinq espaces protégés (le « bois du Boucanet », la « Camargue Gardoise », l'« Espiguette », la Camargue et la Petite Camargue) et treize zones naturelles d'intérêt écologique, faunistique et floristique.
Le Grau-du-Roi est une commune urbaine et littorale qui compte 8 513 habitants en 2022, après avoir connu une forte hausse de la population depuis 1962. Le Grau-du-Roi fut en effet bénéficiaire de la mission Racine à partir de 1963, un vaste programme de développement d'infrastructures et de stations balnéaires à destination des catégories populaires qui modifia radicalement la ville. Bien qu'elle se soit ainsi largement développée grâce au tourisme de masse, auquel elle doit notamment Port Camargue ou son Seaquarium, la ville a su garder son identité camarguaise. Le Grau-du-Roi est ainsi renommé pour ses abrivado et bandido qui ont lieu lors de sa fête votive, pour ses arènes entièrement dédiées à la course camarguaise ainsi que pour son vieux phare. L'est de la commune est occupé par la pointe de l'Espiguette, une vaste zone naturelle protégée qui abrite le phare de l'Espiguette, classé au titre des monuments historiques.
Le patrimoine architectural de la commune comprend deux  immeubles protégés au titre des monuments historiques : l'ancien phare du Grau d'Aigues-Mortes, inscrit  en 2012, et le phare de l'Espiguette, classé en 2012. La commune est située dans l'agglomération du Grau-du-Roi et fait partie de l'aire d'attraction du Grau-du-Roi. Ses habitants sont appelés les Graulens ou  Graulennes.

## Histoire

### Du Moyen Âge à l'Empire
À l’époque des croisades, la commune d’Aigues-Mortes était un port royal bien que la mer ne soit jamais venue jusqu'au pied de ses remparts. Les navires partaient par un chenal creusé à travers les étangs jusqu'à la mer, et les navires mouillés au niveau de l'actuel Repausset sur la commune du Grau du roi. Plus tard, les parages accueillent également d'importantes embarcations lors de la rencontre Charles Quint et François Ier à Aigues-Mortes.
À la fin du XVIᵉ siècle, le Rhône, en se déversant en torrent dans les eaux du Repausset, ouvre un passage maritime — le grau — au lieu-dit Consac de Gagne Petit. Dès lors, de longs et nombreux travaux sont entrepris pour maintenir cette ouverture vers la mer, essentielle à la navigation reliant le port d’Aigues-Mortes au large.
Ce nouveau grau, situé à proximité de l’emplacement actuel du village, est d’abord nommé « grau des consuls ». Mais, comme le signale un rapport adressé à Henri IV en 1598, il se referme rapidement sous l’action des sables poussés par la mer. Pour éviter cet ensablement, l’idée de détourner le Vidourle vers l’étang du Repausset est évoquée dès 1603 ; cependant, les travaux ne seront réalisés que trois siècles plus tard.
Les consuls déploient alors tous leurs efforts pour rouvrir le grau, ce qui est accompli en 1610. En hommage au roi Henri IV, assassiné le 14 mai de la même année, le passage est baptisé « grau Henri ». Avec le temps et l’usage, ce nom évolue, et les documents de 1630 le mentionnent déjà sous sa forme actuelle : « Grau-du-Roy ».
Mais le Grau-du-Roy finit par s’ensabler de nouveau, obligeant à pratiquer une nouvelle ouverture en 1640. Celle-ci, toutefois, est rapidement comblée par les éléments. Il faut attendre 1725 pour que Louis XV ordonne une nouvelle percée et la construction d’un chenal maritime de six kilomètres reliant Aigues-Mortes à la mer.
En 1727, deux môles empierrés sont édifiés : l’un s’avançant dans la mer, l’autre prolongé dans l’étang du Repausset. L’inauguration a lieu en 1728, marquée par le passage d’une barque catalane. Mais trois mois plus tard, un coup de mer détruit en grande partie les travaux. Le chantier reprend, et le chenal est finalement achevé en 1745.
Les changements de régime qui suivent la Révolution française entraînent plusieurs modifications du nom du Grau-du-Roy : il devient d’abord le « Grau-Le-Peletier », en hommage au président de l’Assemblée constituante, puis le « Grau-Napoléon » sous l’Empire, avant de retrouver définitivement sa dénomination actuelle.

### Époque contemporaine

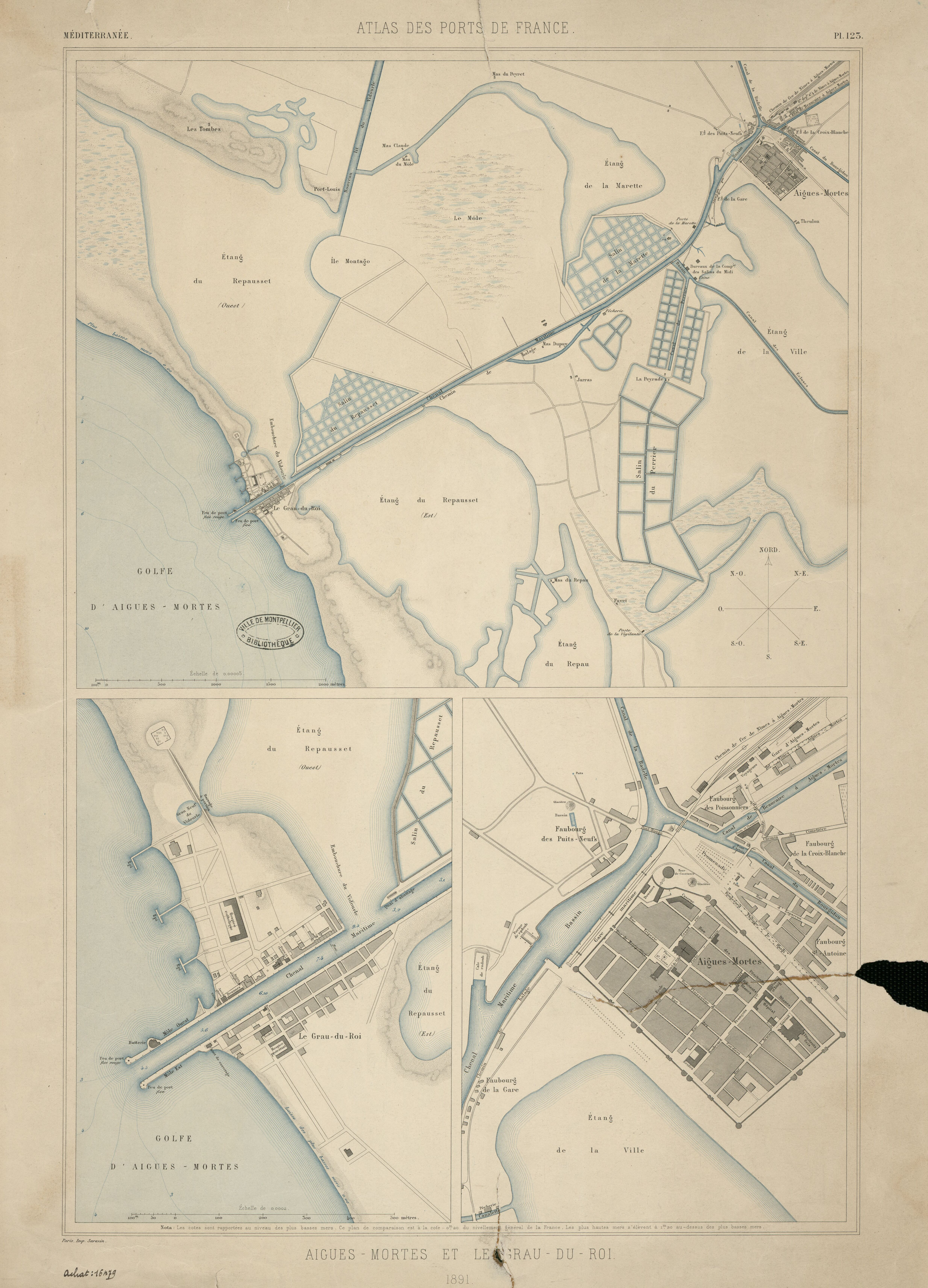
Carte du Grau-du-Roi et d'Aigues-Mortes en 1891

#### Le développement d'un village de pêcheurs (1845-1914)
Le chenal, rectifié en 1845, est l’actuel canal entre Le Grau-du-Roi et Aigues-Mortes. Le phare de l'Espiguette est, quant à lui, édifié en 1869. Au fil des années, bâtiments administratifs, cabanes et maisons, posent les bases d’un village de pêcheurs. Beaucoup d'habitants étant originaires de Calabres en Italie construisent leurs maisons rive gauche sur les terrains de la Famille Rédarès, ce qui vaut le nom de Quartier des Calabrais. D’abord section de la commune d’Aigues-Mortes en 1867, les habitants finissent pas faire une pétition pour demander l'indépendance de leur commune, ce qui est débattu et accepté en conseil municipal le 12 juin 1870. La commune du Grau-du-Roi est créée par un décret du 18 juillet 1879.
En 1854, Le Grau-du-Roi est encore simplement un hameau de pêcheurs. La pêche et l’agriculture assurent à la population quelques ressources : le tourisme reste embryonnaire, même si, depuis la seconde moitié du XIXe siècle, la mode des bains de mer tend à se généraliser. Ces immersions sont encore essentiellement considérées comme traitements médicaux, et les instituts qui se sont montés sur les plages accueillent surtout des populations indigentes. Mais pouvoirs publics et habitants ont compris que leur richesse se trouvait là, sur ces plages de sable fin, entre mer et soleil. En 1855 une œuvre d'hygiène infantile est fondée « dans le but  de faciliter aux personnes pauvres ou peu aisés, l'usage des bains de mer. Elle fut reconnue d'utilité publique en 1869 ».
Aucun pont ne réunissant les deux rives, les habitants sont obligés d'emprunter un bac payant pour traverser le chenal plusieurs fois par jours. C'est la raison pour laquelle les travaux de construction d'un pont commencent en 1897. Une première inauguration du pont a lieu en juillet 1901, mais en raison d'une immersion dans le canal, le bac payant est remis en service jusqu'à la réouverture du pont tournant en 1902.
La municipalité subventionne une délégation de pêcheurs graulens pour représenter le Grau du roi, lors du Congrès maritime de Martigues.

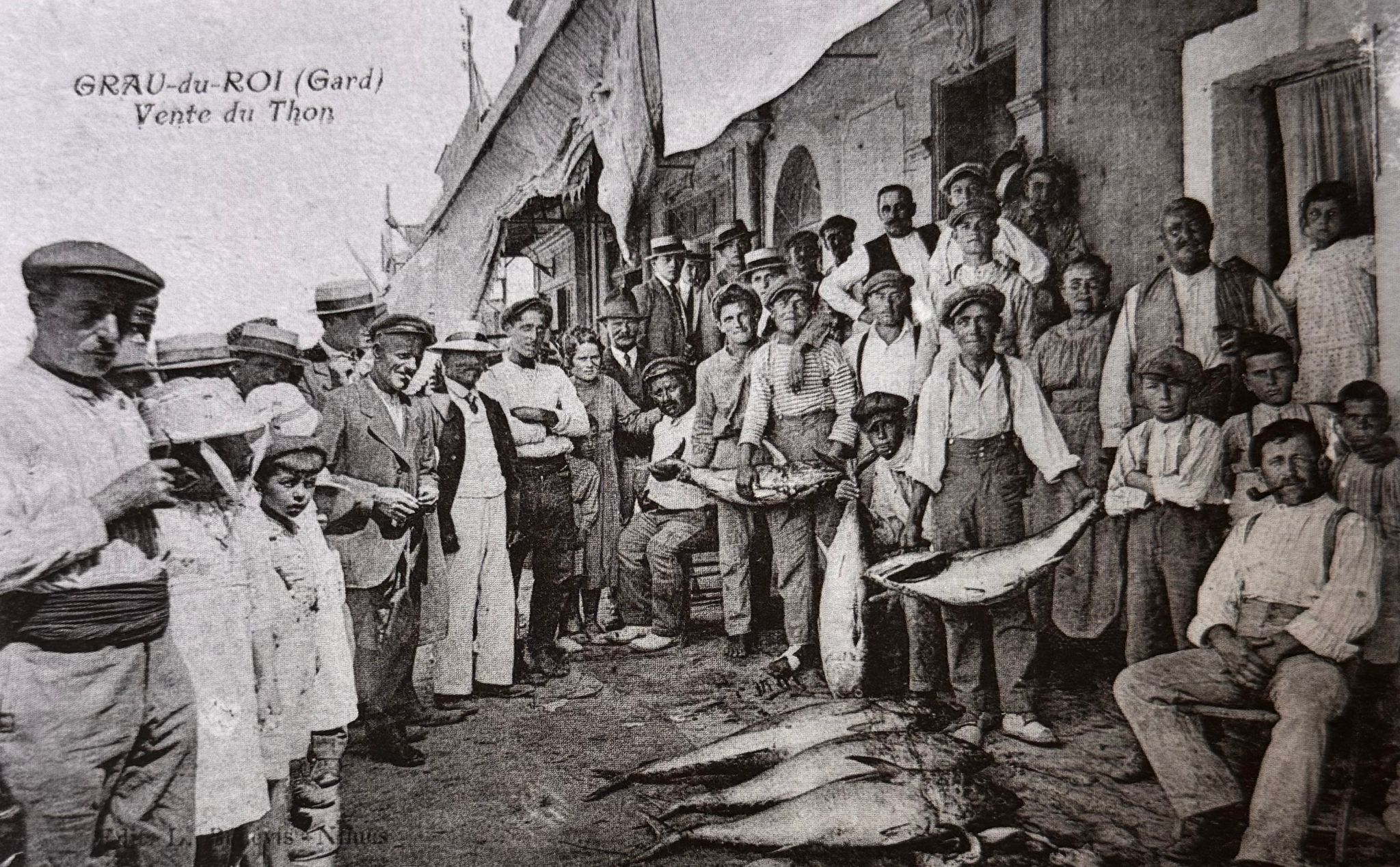
Vente du thon à la criée, sur quai Colbert au Grau-du-Roi

En 1909, le prolongement de la ligne de chemin de fer de Nîmes Aigues-Mortes est une véritable bouffée d’oxygène : les baigneurs arrivent nombreux et les productions locales, comme le poisson et le raisin blanc, sont enfin expédiées vers les marchés nationaux. Après des années d’efforts, de travaux et de règlements sanitaires, le 26 avril 1924, un décret du Président de la République classe enfin Le Grau-du-Roi station climatique et balnéaire. La première guerre mondiale a relativement épargné le village.

#### Première guerre mondiale (1914-1918)
À la suite de la déclaration de guerre, le conseil municipal vote en 1914 une aide financière destinée aux départements envahis par l’armée allemande. Mais, très rapidement, le village subit de plein fouet les conséquences du conflit.
Sur le plan économique, le commerce maritime est interrompu brutalement en 1914. Les grands trois-mâts comme L’Alfred et les goélettes La Gracieuse ou La Marguerite, qui venaient autrefois charger le sel indispensable aux morutiers de Terre-Neuve, cessent toute escale. La même année, l’une des principales ressources locales, l’exploitation des salins, est également frappée : les salins de Médard, situés à l’entrée du village, sont anéantis par des inondations. À cela s’ajoute l’effondrement de la saison touristique, dont les bilans affichent des pertes considérables.
Sur le plan humain, la guerre frappe durement la communauté. Plusieurs hommes sont mobilisés, parmi lesquels le maire Louis Ponsole, appelé au front le 18 mars 1916 et remplacé pendant son absence par son adjoint François Hubidos. Les nouvelles en provenance du front alimentent l’inquiétude et la lassitude des habitants. Entre 1914 et 1918, trente-cinq jeunes Graulens meurent pour la France, tandis que d’autres reviennent grièvement blessés. Louis Ponsole reprend finalement ses fonctions le 15 avril 1918, dans un village marqué par les deuils et les difficultés économiques, un chagrin dont la ville essaiera de sortie en votant le 14 décembre 1918 pour la pose d'une plaque commémorative.

#### Entre-deux-guerres et l'attaque du cargo Andutz-Mendi (1919-1939)
Au sortir de la guerre, la population du Grau-du-Roi, déjà éprouvée par les pertes humaines, doit affronter une période de pénurie. Les difficultés d’approvisionnement se multiplient et, pour beaucoup, se nourrir devient un défi quotidien. Dans ce climat de privations, un événement inattendu survient en 1919 : le vapeur Josepha Iglesis s’échoue sur la plage. Sa cargaison, composée d’oranges, est rejetée en abondance par la mer, offrant aux habitants un répit bienvenu et un instant de réjouissance collective au cœur d’une période encore marquée par les privations.

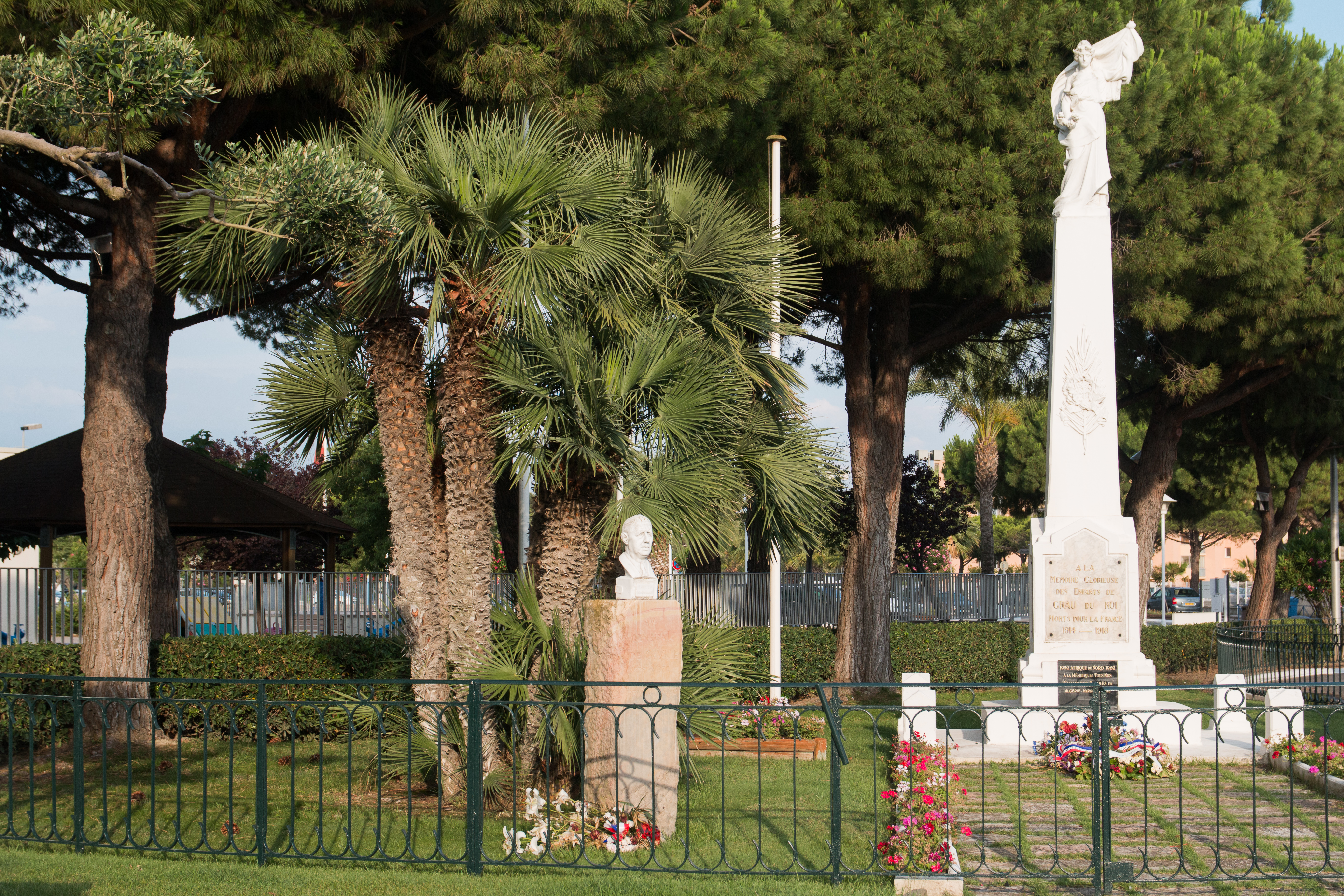
Monument aux morts.

L’année 1928 s’avère particulièrement tragique pour le village, marquée par une série de naufrages qui endeuillent la communauté maritime. Le 15 août, le Notre-Dame de Bon Secours prend feu en mer ; ses deux membres d’équipage ne doivent leur salut qu’à un sauvetage in extremis. En septembre, Le Brise sombre avec son patron à bord. Puis, le 27 novembre, une violente tempête balaie la côte : elle engloutit Le Zézé et Le Colonel Bord, tandis que Le Zut et Les Deux Amis s’échouent sur la plage, provoquant la mort de trois autres marins.
En 1933, l’association Les Œuvres des pupilles de l’École publique acquiert un terrain situé sur la rive droite afin d’y édifier une colonie de vacances baptisée Les Aigues Marines. Dès 1935, elle accueille ses premiers enfants. L’année suivante, en 1936, une école de plein air, fonctionnant toute l’année, y est officiellement ouverte. L’établissement poursuivra ses activités jusqu’en 1940, date à laquelle il sera réquisitionné par l’armée allemande.
Le 29 juillet 1937, sur fond de guerre civile espagnole, le cargo républicain Andutz-Mendi, accompagné de deux autres navires battant pavillon espagnol le Zorroza et le Valetta, naviguant au large de l’Espiguette, à 3 miles du phare, est violemment attaqué aux environs de 7h30par un sous-marin italien cédé par l’Italie de Mussolini à Franco. Le bâtiment, qui transportait une cargaison importante de charbon, est mitraillé puis canonné, provoquant un incendie nourri et la destruction du gouvernail ainsi que des moteurs.
L’équipage, composé d’environ 34 marins, subit de lourdes pertes, seuls 14 survivront. Deux corps furent retrouvés et débarqués : celui d’un matelot décapité alors qu’il hissait un drapeau blanc en signe de reddition, et celui du capitaine en second. Six officiers figurent parmi les disparus après avoir tenté de fuir à bord de chaloupes. Les médecins Ramain et Ravel prennent en charge les blessés, et font les prélèvements pour identifier les cadavres.
Le reste du cargo en flammes fut finalement remorqué jusqu’au Grau-du-Roi grâce à l’intervention courageuse de trois bateaux de pêche locaux : Les Trois Frères, Le Petit Jésus, et Capitaine Caboz. Les 10 morts retrouvés sont enterrés au cimetière du Grau-du-Roi et une stèle commémorative sera installée en 1977.

#### La seconde guerre mondiale (1939-1945)

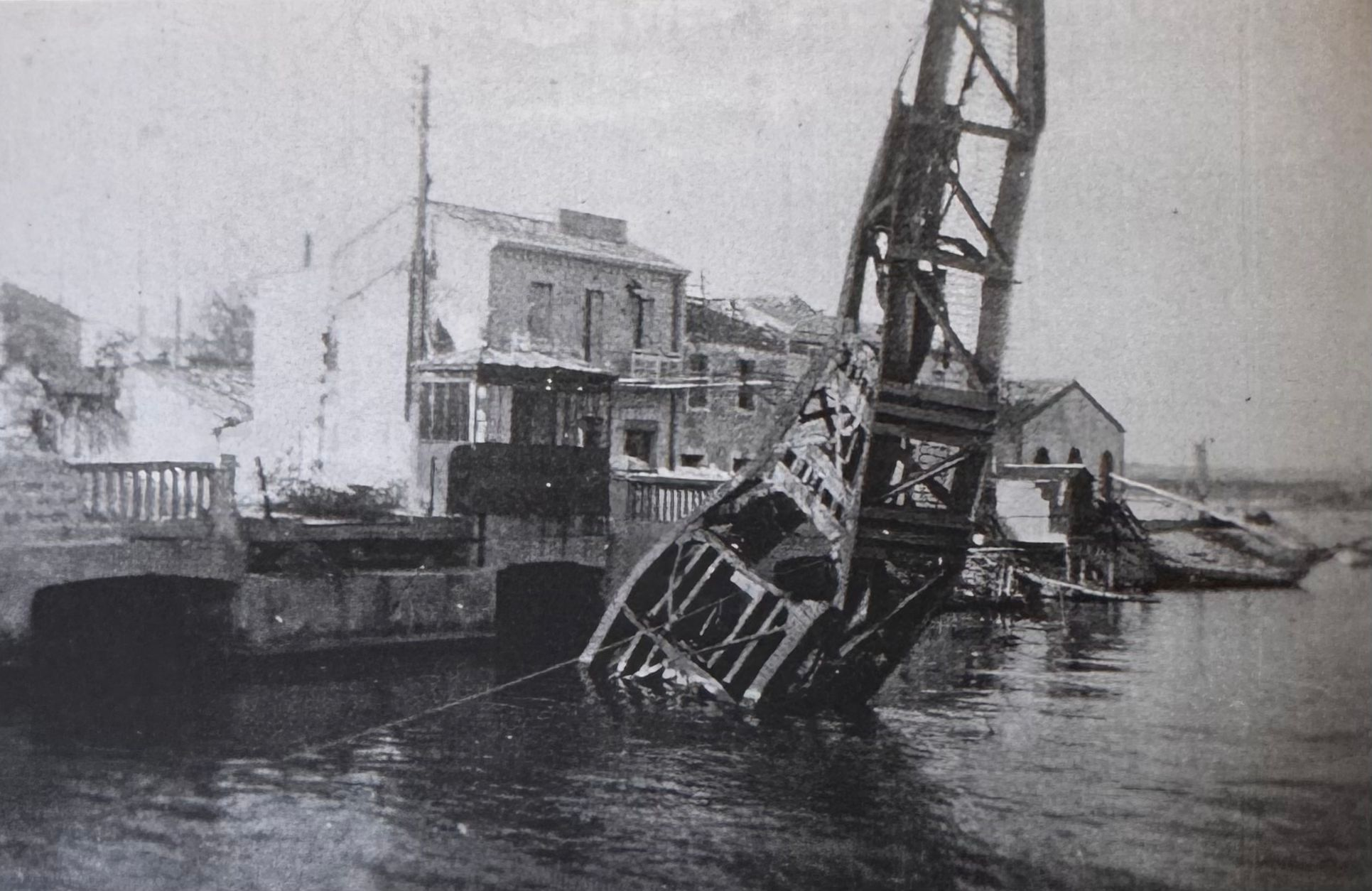
Les dégâts du pont tournant causés par les troupes allemandes, 1944

En 1939, la Seconde Guerre mondiale marque beaucoup plus profondément la population. Après la défaite de 1940, le Grau est situé en zone non occupée. Cependant, à partir de novembre 1942, les troupes ennemies sont physiquement présentes et les conflits touchent directement les civils. Le Grau-du-Roi doit subir l’Occupation, avec ce que cela implique de restrictions, de sacrifices et de compromissions. Le conseil municipal est rapidement révoqué pour être remplacé par une délégation spéciale. Cette même année, la vie du village passe par une nouvelle phase : les troupes allemandes s’installent sur tout le littoral. Une partie de la population est contrainte à l’exode. La côte gardoise représente juste une vingtaine de kilomètres, mais du fait des risques de débarquement, les ouvrages et les installations militaires sont particulièrement nombreux sur ces lieux. Ainsi, les plages de la commune sont hérissées de toutes sortes de systèmes antichars et de pyramides en béton, de blockhaus… 800 hectares de vignes et 200 hectares d’herbages sont transformés en champ de mines. Rommel fait à ce titre une inspection des fortification en 1942. Dans le village, les Allemands font également construire des casemates abritant des canons et des mitrailleuses. Les bateaux de pêche sont réquisitionnés, les plus gros bâtiments voient leurs mats sciés et remplacés par des mitrailleuses. L’entrée du canal est fermée par un filet anti sous-marin et une rampe lance-flammes. Les portes et les volets des maisons servent à fabriquer des plates-formes et des encuvements en bois. En 1944, les derniers mois d’Occupation se révèlent les plus pénibles, car les troupes allemandes, gagnées par la défaite, renforcent les brimades et les réquisitions.
Le 24 aout 1944, l'armée allemande fait sauter le pont et coupe tous les actes de communications derrière eux, avant de quitter la ville. Le Grau-du-roi est pendant quelques jours coupé du monde, mais est libéré le 25 aout 1944.

#### Conséquences de la guerre d'Algérie
La guerre d'Algérie a une importance particulière dans le peuplement du Grau-du-roi, car de nombreux pieds noirs, marins pêcheurs, viennent s'y installer à partir de 1961 notamment avec des bâtiments de pêche importants. C'est la raison pour laquelle un monument à la mémoire des rapatriés d'Afrique du Nord est édifié à proximité du cimetière en 1972. 

#### Le développement en station balnéaire
Ce n'est qu'à partir des années 1960 que Le Grau-du-Roi surmonte véritablement les dégâts causés par la guerre. La station amorce alors un réel développement touristique et économique. Afin de rationaliser l’aménagement du littoral, l’État met alors en place le plan Racine. L’architecte Jean Balladur est chargé du dossier. Il doit imaginer des structures capables de satisfaire l’afflux touristique tout en respectant la qualité de vie des autochtones et en préservant l’environnement. C’est dans le cadre de ce programme que le grand chantier de Port Camargue est lancé en 1968.
À partir des années 1970, la ville amorce son développement touristique, notamment grâce à l’attractivité du château Leenhardt, situé au Boucanet. Ce lieu emblématique, alors dédié à la villégiature protestante, accueille des colonies de vacances et fait également office de foyer-logement pour personnes âgées, contribuant à ancrer durablement une dynamique d’accueil social et familial au sein de la station balnéaire.
C’est à la fin des années 1980 qu’émerge au Grau du Roi la tendance des plages privées, appelées localement « paillotes ». Parmi les pionnières figure la  Plage des Artistes, fondée en 1989 par Philippe Hérimian, surnommé L’Oiseau. Fidèle à son nom, l’établissement devient très vite un haut lieu de la scène artistique et musicale, attirant des personnalités comme Tina Arena, les Gipsy Kings, Yannick Noah, et bien d’autres. La plage se distingue également par ses soirées-spectacles, dont la réputation dépasse les frontières locales : des visiteurs affluent expressément depuis Avignon, Montpellier ou Nîmes, attirés par l’ambiance du lieu. Forte d’une longévité exceptionnelle de plus de trente ans, la Plage des Artistes s’impose comme une véritable institution de la côte méditerranéenne, au point de faire l’objet d’un article dans Le Figaro Magazine, elle change de propriétaire en 2018, et de nom en 2025.
Dans son sillage, d’autres établissements voient le jour, accompagnant l’essor d’une vie nocturne festive et foisonnante. Parmi eux, la Scatola, ouvert en 1985, boîte de nuit dont le patron n'était qu'autre que Philippe Corti, qui aura notamment l’honneur d’accueillir Johnny Hallyday lors de soirées restées dans les mémoires.
Le Grau-du-Roi demeure un haut lieu de la fête jusqu’au début des années 2000, avant d’évoluer vers une image de station balnéaire plus familiale. Peu à peu, c’est La Grande Motte qui prend le relais en matière de vie nocturne, attirant les amateurs de soirées animées avec ses paillotes festives et ses boîtes de nuit réputées, reléguant ainsi Le Grau-du-Roi à un tourisme plus apaisé et intergénérationnel.

## Géographie

### Localisation
Le Grau-du-Roi est situé dans le sud du département du Gard à la limite de l'Hérault et de La Grande-Motte, sa voisine à l'ouest. C'est l'unique commune maritime du département. La commune d'Aigues-Mortes est limitrophe de la commune du Grau-du-Roi.

Situation du Grau-du-Roi
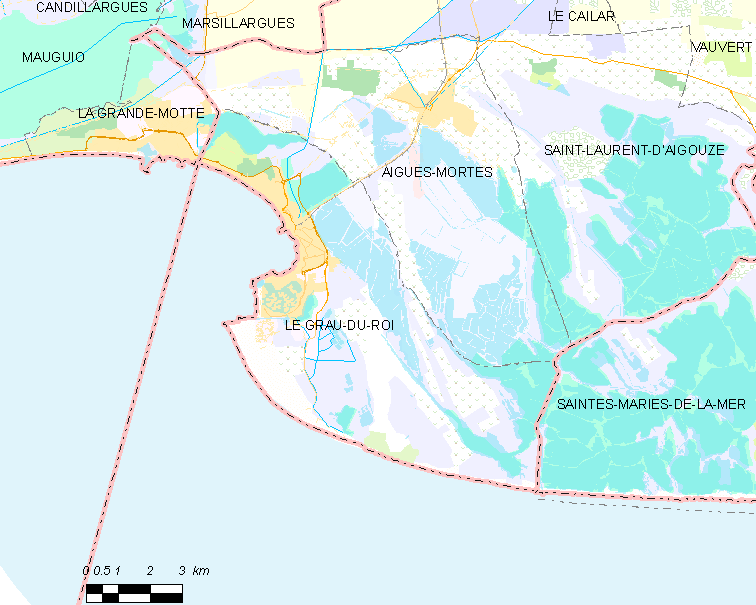
Carte de la commune
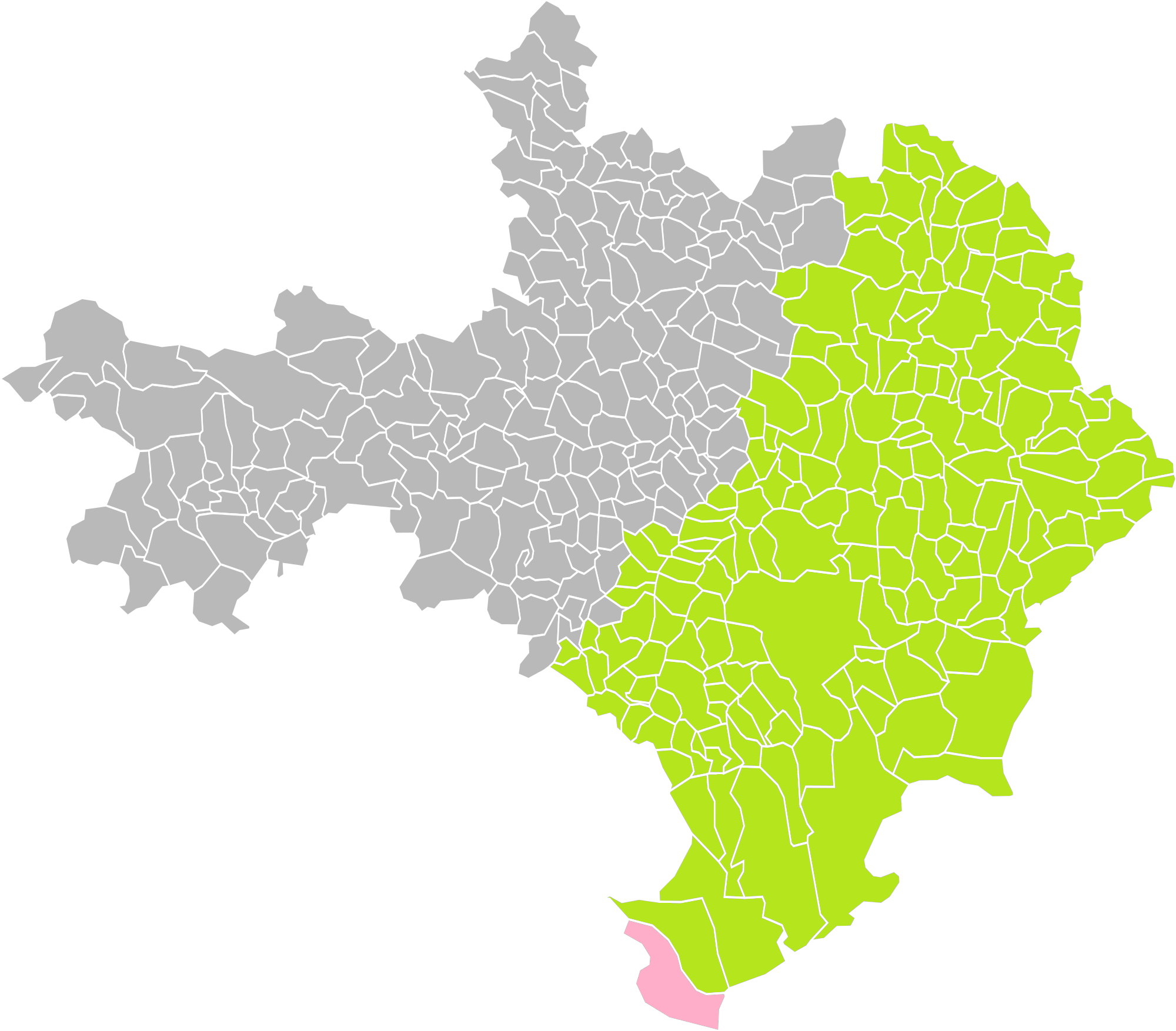
Le Grau-du-Roi, en rose, dans son arrondissement.

### Communes limitrophes
| La Grande-Motte (Hérault) | Aigues-Mortes    | Aigues-Mortes                                             |
| Mer Méditerranée          | Grau-du-Roi      | Aigues-Mortes Saintes-Maries-de-la-Mer (Bouches-du-Rhône) |
| Mer Méditerranée          | Mer Méditerranée | Mer Méditerranée                                          |

### Hydrographie et relief
Construite de part et d'autre d'un grau, brèche dans le cordon littoral ouverte naturellement vers 1570 au lieu-dit Gagne-Petit, entre l'embouchure du Vidourle et celle du Rhône, cette station offre 18 km de sable fin.
La commune est entourée d'étendues d'eau :
- au sud la mer Méditerranée avec (du nord-ouest au sud-est) la plage du Boucanet, la plage nord, la plage sud, la pointe de l'Espiguette ;
- à l'est le petit Rhône ;
- à l'ouest le Vidourle ;
- au nord le Vidourle, les étangs (étang du Ponant, étang du Médard, étang du Repausset Levant), et le lac de Salonique.

### Climat
Le climat du Grau-du-Roi est méditerranéen de type côtier (étage méso-méditerranéen) avec des hivers relativement doux et des étés chauds. Les précipitations ne sont pas très abondantes (moyenne annuelle : 540 mm en 55 jours), l'été est la saison la moins pluvieuse (cumul le plus faible en juillet avec 14 mm), l'automne est la saison la plus arrosée (75 mm en octobre), un pic secondaire de précipitations est observé au printemps, en avril et début mai (par débordements des précipitations convectives diurnes qui touchent l'intérieur des terres). Le record de précipitations en 24 heures est de 144 mm le 22 septembre 2003 lors d'un épisode orageux méditerranéen (à ne pas confondre avec les épisodes cévenols qui ne concernent pas le littoral).
Même si les températures peuvent parfois être remarquables, celles-ci atteignent rarement des valeurs extrêmes, en raison de la proximité de la mer. Cependant, la géographie locale et la prédominance des vents de terre limitent le caractère maritime du climat de la baie d'Aigues-Mortes. Le record de froid est de −12 °C (10 et 12 février 1956), le record de chaleur est de 38,4 °C (17 juin 2022). La présence d'étangs peut provoquer un inconfort en été en raison de la température ressentie provoquée par le taux d'humidité. Le réchauffement climatique a nettement fait diminuer le nombre annuel de jours de gel, qui était de 15 sur la période 1951-1980, et se trouve aujourd'hui à 9 (période 1991-2020).
Le vent est un élément important du climat local : on enregistre annuellement 255 jours de vent soutenu (supérieur à 36 km/h), mais peu de vent fort (82 jours avec rafale supérieure à 57,6 km/h) comparé au reste du golfe du Lion et de la Camargue. Le vent régional largement dominant est le mistral rhodanien, orienté au Nord ou Nord-Nord-Est. Contrairement à Marseille par exemple, c'est ce vent qui est appelé mistral dans toute la Petite Camargue comme en vallée du Rhône (mistral signifie « vent qui souffle en maître »). La tramontane est quant à elle orientée au Nord-Ouest, elle souffle parfois en rafales turbulentes déferlant des Cévennes (tramontane signifiant « vent qui souffle à travers la montagne »). Mistral et tramontane sont des vents secs. Le ponant (vent d'Ouest) est également présent, mais beaucoup moins que le mistral et la tramontane. Les vents humides sont le marin et le levant (de secteur Sud, Sud-Est et Est), ils soufflent surtout à l'automne, précédant généralement les épisodes pluvieux. Enfin, les journées sans vent régional sont rythmées par l'alternance de la brise de mer diurne et la brise de terre nocturne, particulièrement à la fin du printemps et en été où la brise de mer peut dépasser 40 km/h. Ainsi, les moments de vent calme (inférieur à 1 km/h de moyenne sur 10 minutes) sont très rares,.
Il est important de signaler que contrairement à une certaine croyance populaire, le mistral et la tramontane ne sont pas forcément des vents froids, ils peuvent même être très chauds au point que sur le littoral, tous les records estivaux de chaleur ont été enregistrés lors de moments de mistral ou tramontane, tout simplement car lorsqu'ils ne soufflent pas, la brise de mer, moins chaude et plus humide, est systématiquement établie l'après-midi. La prédominance du régime de brise en été fait que sur les plages, la température maximale de la journée est souvent atteinte bien plus tôt que dans l'intérieur des terres (où le thermomètre continue de grimper jusqu'en fin d'après-midi). Enfin, le caractère réchauffant ou refroidissant du mistral et de la tramontane dépend de la provenance de la masse d'air et de l'intensité de l'effet de subsidence (parfois appelé « foehn cévenol ») pour la tramontane.
| Mois                                              | jan.           | fév.           | mars           | avril         | mai            | juin           | jui.         | août           | sep.          | oct.            | nov.          | déc.           | année          |
| ------------------------------------------------- | -------------- | -------------- | -------------- | ------------- | -------------- | -------------- | ------------ | -------------- | ------------- | --------------- | ------------- | -------------- | -------------- |
| Température minimale moyenne (°C)                 | 4,6            | 4,9            | 7,8            | 10,4          | 14,1           | 17,8           | 20,1         | 19,9           | 16,3          | 13,2            | 8,6           | 5,4            | 12             |
| Température moyenne (°C)                          | 8              | 8,7            | 11,7           | 14,2          | 17,9           | 21,9           | 24,3         | 24,1           | 20,4          | 16,7            | 11,9          | 8,7            | 15,7           |
| Température maximale moyenne (°C)                 | 11,9           | 12,4           | 15,6           | 18            | 21,8           | 25,3           | 28,4         | 28,3           | 24,4          | 20,2            | 15,3          | 12             | 19,5           |
| Record de froid (°C) date du record               | −9,5 12/1/1987 | −12 10/2/1956  | −5,5 7/3/1971  | 1,5 6/4/1970  | 5 7/5/1957     | 7 4/6/1984     | 13 8/7/1954  | 12 30/8/1986   | 7 21/9/1977   | 2,3 30/10/2012  | −2 23/11/1998 | −8 27/12/1962  | −12 10/2/1956  |
| Record de chaleur (°C) date du record             | 20,2 19/1/2007 | 22,8 22/2/2019 | 25,7 23/3/2019 | 28,7 8/4/2011 | 32,3 24/5/2011 | 38,4 17/6/2022 | 36 7/7/1982  | 36,9 23/8/2023 | 34 25/9/1983  | 31,2 11/10/2011 | 24 3/11/1970  | 20 12/12/1961  | 38,4 17/6/2022 |
| Nombre de jours avec température minimale ≤ –5 °C | 0              | 0,2            | 0              | 0             | 0              | 0              | 0            | 0              | 0             | 0               | 0             | 0,1            | 0,3            |
| Nombre de jours avec gel                          | 3,2            | 3              | 0,3            | 0             | 0              | 0              | 0            | 0              | 0             | 0               | 0,5           | 2,3            | 9,3            |
| Nombre de jours avec température maximale ≤ 0 °C  | 0              | 0              | 0              | 0             | 0              | 0              | 0            | 0              | 0             | 0               | 0             | 0              | 0              |
| Nombre de jours avec température maximale ≥ 25 °C | 0              | 0              | 0,1            | 0,4           | 5,1            | 17,8           | 28,1         | 28,6           | 13,1          | 1,2             | 0             | 0              | 94,6           |
| Nombre de jours avec température maximale ≥ 30 °C | 0              | 0              | 0              | 0             | 0,3            | 3,7            | 9,5          | 7,7            | 0,8           | 0,1             | 0             | 0              | 22,1           |
| Nombre de jours avec température maximale ≥ 35 °C | 0              | 0              | 0              | 0             | 0              | 0,1            | 0            | 0,1            | 0             | 0               | 0             | 0              | 0,2            |
| Record de vent (km/h) date du record              | 112 3/1/2018   | 125 8/2/1984   | 130 6/3/2017   | 111 3/4/2003  | 101 4/5/2010   | 112 28/6/2017  | 90 29/7/1996 | 150 6/8/1999   | 120 27/9/1992 | 115 10/10/1987  | 130 7/11/1982 | 150 28/12/1999 | 150 6/8/1999   |
| Nombre de jours avec rafales ≥ 57,6 km/h          | 7,7            | 8,8            | 10,2           | 8,8           | 6,6            | 4,6            | 4,2          | 4,1            | 5,6           | 6,6             | 7,7           | 7,4            | 82,4           |
| Nombre de jours avec rafales ≥ 100,8 km/h         | 0,3            | 0,3            | 0,3            | 0,1           | 0              | 0              | 0            | 0,1            | 0,1           | 0,1             | 0,1           | 0,3            | 1,7            |
| Précipitations (mm)                               | 51,1           | 33,6           | 35             | 52,9          | 36,3           | 26,3           | 13,6         | 31,7           | 74,2          | 74,7            | 67            | 44,5           | 541            |
| Record de pluie en 24 h (mm) date du record       | 102,4 8/1/2018 | 67,8 2/2/2009  | 97,8 1/3/2018  | 58 9/4/2003   | 64 3/5/1999    | 63 5/6/1973    | 51 30/7/1982 | 100 31/8/1991  | 144 22/9/2003 | 129 25/10/1976  | 87 5/11/1963  | 71 28/12/1972  | 144 22/9/2003  |
| dont nombre de jours avec précipitations ≥ 1 mm   | 5,6            | 4,2            | 4,1            | 5,5           | 4,9            | 3,1            | 2,2          | 3,1            | 4,4           | 5,6             | 6,6           | 5,3            | 54,6           |
| dont nombre de jours avec précipitations ≥ 10 mm  | 1,5            | 1              | 1,1            | 1,9           | 1,3            | 0,9            | 0,4          | 0,9            | 2,2           | 2,4             | 2,1           | 1,3            | 16,9           |
| Nombre de jours avec neige                        | 0,6            | 0,2            | 0,2            | 0             | 0              | 0              | 0            | 0              | 0             | 0               | 0,1           | 0,1            | 1,1            |
| Nombre de jours d'orage                           | 0,1            | 0,1            | 0,1            | 0,4           | 1              | 1,2            | 1,2          | 1,4            | 1,5           | 1,4             | 1,1           | 0,3            | 9,8            |
| Nombre de jours avec brouillard                   | 0,8            | 0,8            | 1,4            | 1,1           | 0,5            | 0,4            | 0,5          | 0,9            | 1,5           | 1,3             | 1             | 1              | 11,1           |

### Voies de communication et transports

#### Axes ferroviaires
Le Grau-du-Roi possède une gare située sur la ligne Nîmes - Le Grau-du-Roi.
Elle est desservie par des trains TER Occitanie qui effectuent des missions entre Nîmes et Le Grau-du-Roi.
En 2024 cette ligne doit accueillir un train électrique (à batterie) conçu par la société Alstom.

#### Axes routiers
L'accès au Grau-du-Roi se fait par l'autoroute A9, sortie n°26 « Gallargues ».

#### Transports en commun
Le Grau-du-Roi est desservie par le réseau régional de transports Lio.
Les lignes du réseau Lio relient Nîmes au Grau-du-Roi et Le Grau-du-Roi à Montpellier via La Grande-Motte située dans le département voisin, l'Hérault.

### Milieux naturels et biodiversité

#### Espaces protégés
La protection réglementaire est le mode d’intervention le plus fort pour préserver des espaces naturels remarquables et leur biodiversité associée,.
La commune fait également partie de la Camargue (delta du Rhône), un territoire  reconnu réserve de biosphère par l'UNESCO en 1977 pour ses nombreux bombements sources de diversité : bourrelets alluviaux des bras anciens et actuels du Rhône et cordons dunaires élaborés par les courants marins et les rivages historiques de la Méditerranée. Entre ces replis encore en partie boisés, dans les dépressions, se répartissent des terres basses occupées par les lagunes bordées de steppes salées, les marais à roselières en partie exploités pour la coupe du roseau et les étangs - dont le plus grand, le Vaccarès, occupe 6 500 hectares,.
Cinq autres espaces protégés sont présents sur la commune : 
- le « bois du Boucanet », un terrain acquis par le Conservatoire du Littoral, d'une superficie de 207,10 ha[29],[30] ;
- la « Camargue Gardoise », un terrain acquis par le Conservatoire du Littoral, d'une superficie de 885,6 ha[31],[32] ;
- l'« Espiguette », un terrain acquis par le Conservatoire du Littoral, d'une superficie de 758,10 ha[33],[34] ;
- la Camargue, une zone humide protégée par la convention de Ramsar, d'une superficie de 84 620 ha[35] ;
- la Petite Camargue, une zone humide protégée par la convention de Ramsar, d'une superficie de 41 705,5 ha[36].

#### Réseau Natura 2000

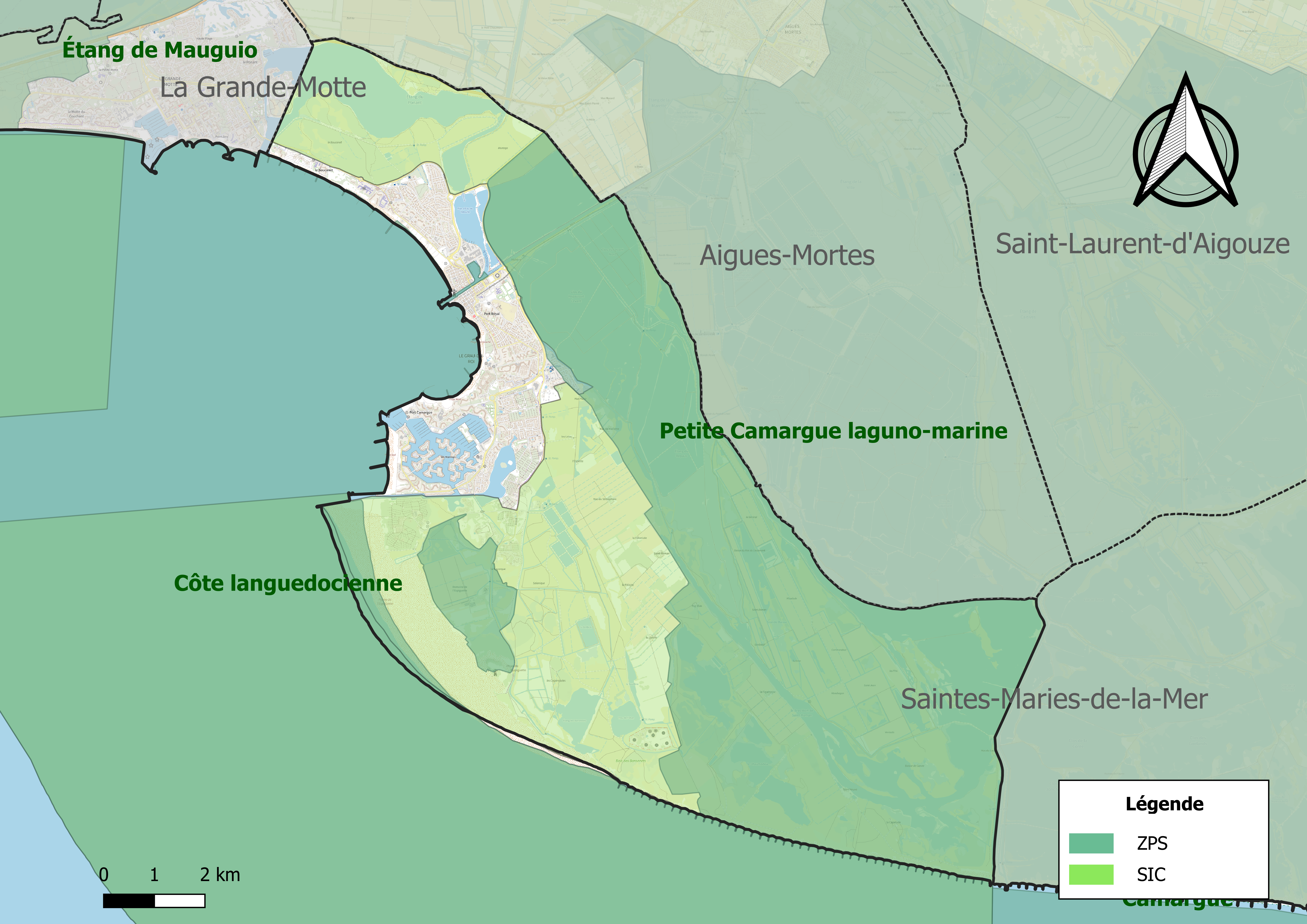
Site Natura 2000 sur le territoire communal.

Le réseau Natura 2000 est un réseau écologique européen de sites naturels d'intérêt écologique élaboré à partir des directives habitats et oiseaux, constitué de zones spéciales de conservation (ZSC) et de zones de protection spéciale (ZPS).
Un site Natura 2000 a été défini sur la commune au titre de la directive habitats :
- la « petite Camargue », d'une superficie de 34 412 ha, une grande zone humide littorale indissociable de la Camargue provençale. Il comprend deux ensembles très intéressants : d'une part une zone laguno-marine avec un important massif dunaire actif avec de nombreuses dunes vives et fixées dont certaines boisées (Genévriers et Pins pignons) et d'autre part une zone fluvio-lacustre constituée de marais et d'étangs doux à saumâtres[39]

et un au titre de la directive oiseaux : 
- la « petite Camargue laguno-marine », d'une superficie de 15 681 ha, qui accueille plus de 240 espèces d'oiseaux et constitue un site de nidification régulier pour plus de 50 espèces, un important site d'accueil en hiver, particulièrement favorable aux oiseaux d'eau, aux laro-limicoles, à l'Outarde canepetière et à de nombreux passereaux, ainsi qu'une étape de migration (automne, printemps) pour plus de 160 espèces[40].

#### Zones naturelles d'intérêt écologique, faunistique et floristique
L’inventaire des zones naturelles d'intérêt écologique, faunistique et floristique (ZNIEFF) a pour objectif de réaliser une couverture des zones les plus intéressantes sur le plan écologique, essentiellement dans la perspective d’améliorer la connaissance du patrimoine naturel national et de fournir aux différents décideurs un outil d’aide à la prise en compte de l’environnement dans l’aménagement du territoire.
Neuf ZNIEFF de type 1 sont recensées sur la commune :
- les « arrière-dunes de l'Espiguette » (58 ha)[42] ;
- l'« étang de Port-Camargue » (21 ha)[43] ;
- l'« étang du Repaus et bras du Rhône de Saint-Roman » (1 724 ha), couvrant 2 communes du département[44] ;
- le « lagune de la Sicarex » (27 ha)[45] ;
- « le Boucanet » (206 ha)[46] ;
- le « marais de Salonique » (501 ha)[47] ;
- la « plaine de Montago » (83 ha)[48] ;
- les « salins d'Aigues-Mortes » (3 340 ha), couvrant 3 communes du département[49] ;
- le « salins de Petite Camargue » (3 499 ha), couvrant 3 communes dont 1 dans les Bouches-du-Rhône et 2 dans le Gard[50] ;

et quatre ZNIEFF de type 2, : 
- la « Camargue fluvio-lacustre et laguno-marine » (82 788 ha), couvrant 8 communes dont 2 dans les Bouches-du-Rhône et 6 dans le Gard[51] ;
- le « Camargue gardoise » (42 422 ha), couvrant 12 communes dont 11 dans le Gard et 1 dans l'Hérault[52] ;
- le « dunes de l'Espiguette » (489 ha)[53];
- l'« étang de Figuérasse » (435 ha)[54].

Carte des ZNIEFF de type 1 et 2 au Grau-du-Roi.
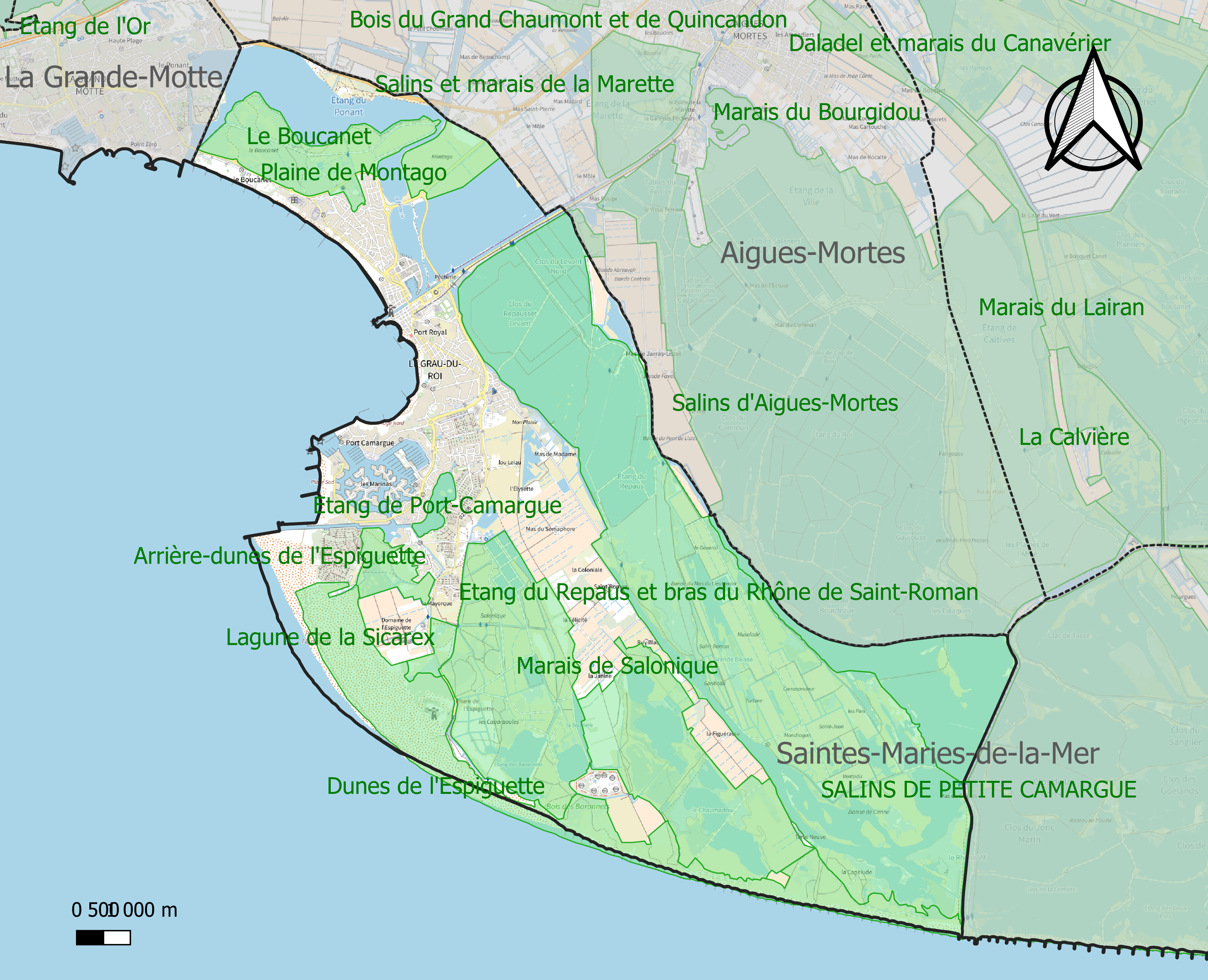
Carte des ZNIEFF de type 1 sur la commune.
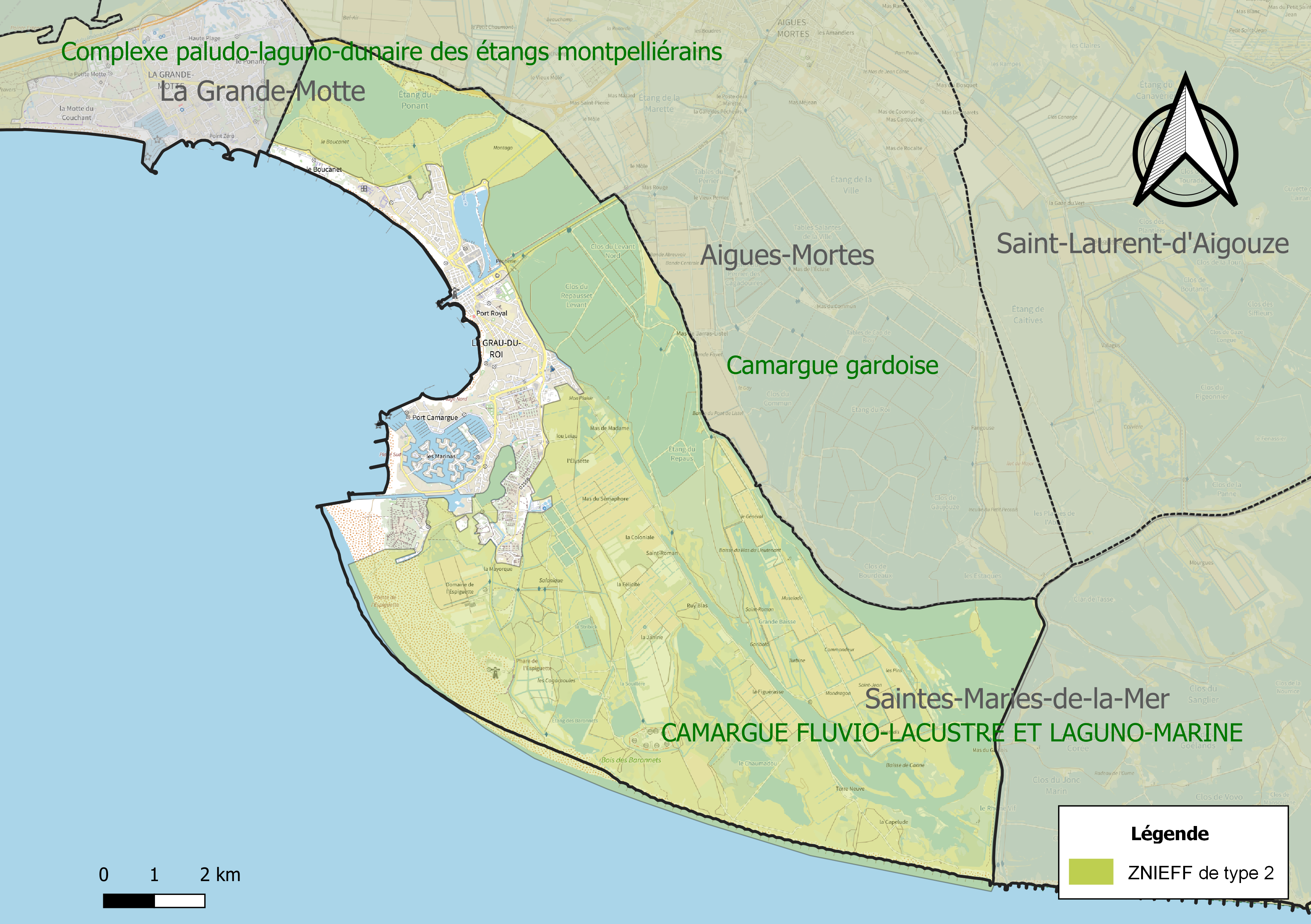
Carte des ZNIEFF de type 2 sur la commune.

## Urbanisme

### Typologie
Au 1er janvier 2024, Le Grau-du-Roi est catégorisée ceinture urbaine, selon la nouvelle grille communale de densité à sept niveaux définie par l'Insee en 2022.
Elle appartient à l'unité urbaine du Grau-du-Roi, une agglomération inter-départementale regroupant deux  communes, dont elle est une commune de la banlieue,,. Par ailleurs la commune fait partie de l'aire d'attraction du Grau-du-Roi, dont elle est la commune-centre,. Cette aire, qui regroupe 3 communes, est catégorisée dans les aires de moins de 50 000 habitants,.
La commune, bordée par la mer Méditerranée, est également une commune littorale au sens de la loi du 3 janvier 1986, dite loi littoral. Des dispositions spécifiques d’urbanisme s’y appliquent dès lors afin de préserver les espaces naturels, les sites, les paysages et l’équilibre écologique du littoral, tel le principe d'inconstructibilité, en dehors des espaces urbanisés, sur la bande littorale des 100 mètres, ou plus si le plan local d’urbanisme le prévoit.

### Occupation des sols

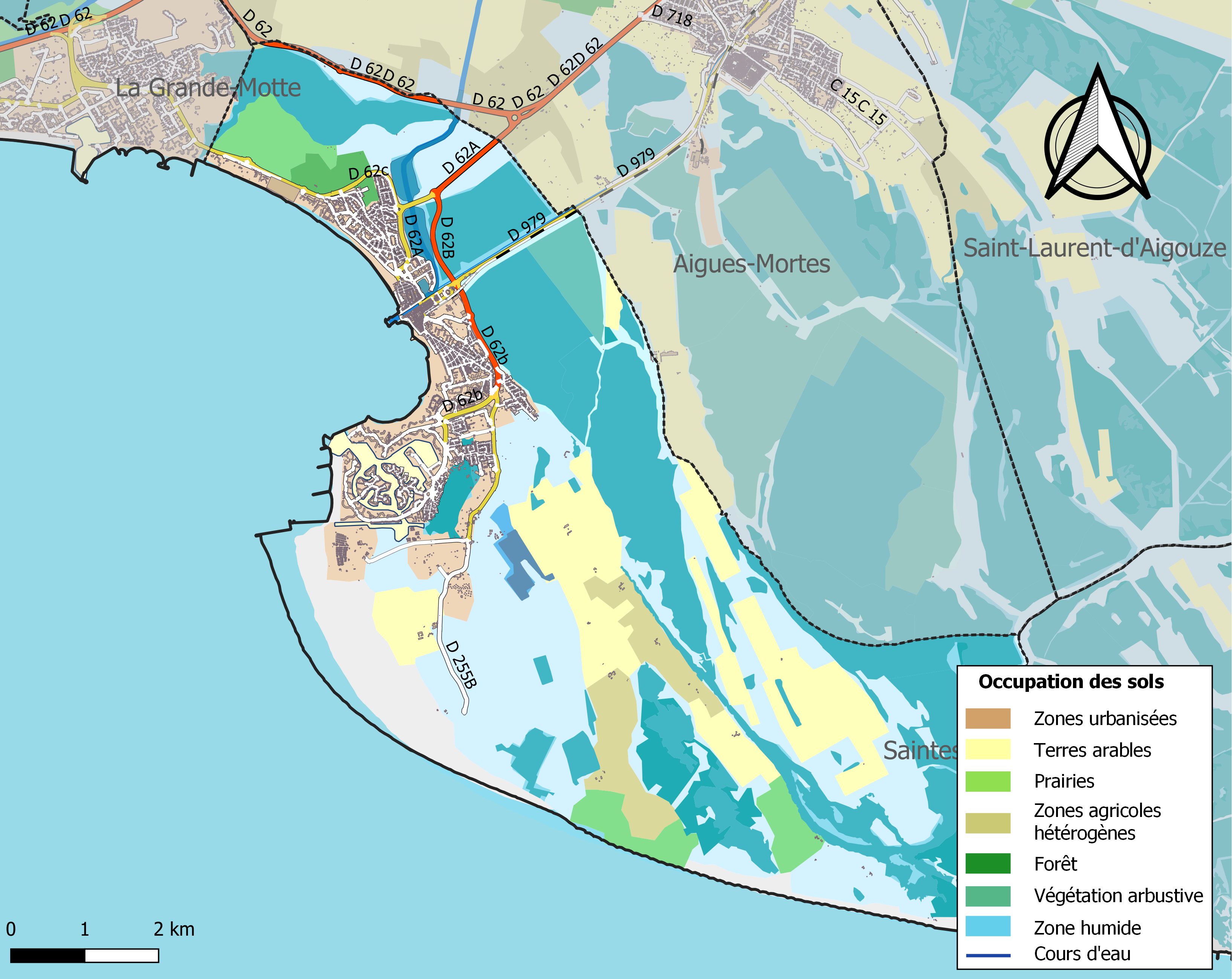
Carte des infrastructures et de l'occupation des sols de la commune en 2018 (CLC).

L'occupation des sols de la commune, telle qu'elle ressort de la base de données européenne d’occupation biophysique des sols Corine Land Cover (CLC), est marquée par l'importance des zones humides (44,3 % en 2018), une proportion sensiblement équivalente à celle de 1990 (44,8 %). La répartition détaillée en 2018 est la suivante : 
zones humides côtières (44,3 %), eaux maritimes (15,6 %), cultures permanentes (12,2 %), zones urbanisées (8,2 %), espaces ouverts, sans ou avec peu de végétation (5,9 %), milieux à végétation arbustive et/ou herbacée (4,1 %), zones agricoles hétérogènes (3,8 %), espaces verts artificialisés, non agricoles (3,1 %), zones industrielles ou commerciales et réseaux de communication (1,4 %), forêts (0,9 %), eaux continentales (0,6 %).
L'IGN met par ailleurs à disposition un outil en ligne permettant de comparer l’évolution dans le temps de l’occupation des sols de la commune (ou de territoires à des échelles différentes). Plusieurs époques sont accessibles sous forme de cartes ou photos aériennes : la carte de Cassini (XVIIIe siècle), la carte d'état-major (1820-1866) et la période actuelle (1950 à aujourd'hui).

### Logement
La municipalité du Grau-du-Roi fait aménager à partir de 1972 des logements HLM, à l'origine construit pour accueillir les ouvriers des salins du midi, mais qui, avec le temps se sont peu à peu ouvert au reste de la population, la même année sont construits des logements pour les gendarmes à l'entrée de la ville.
Les 6 hectares de l'ancien camping des pins sont rachetés par la municipalité, le maire Robert Creuset souhaite y construire un éco-quartier, en l'occurence 121 logements social, en accession à la propriété, et une dernière partie en promotion libre. Après plusieurs recours administratifs contre le projet, le Conseil d'Etat tranche en rejetant les arguments contre le projet.

### Risques majeurs
Le territoire de la commune du Grau-du-Roi est vulnérable à différents aléas naturels : météorologiques (tempête, orage, neige, grand froid, canicule ou sécheresse), inondations, feux de forêts et séisme (sismicité très faible). Il est également exposé à deux risques technologiques, le transport de matières dangereuses et la rupture d'un barrage, et à un risque particulier : le risque de radon. Un site publié par le BRGM permet d'évaluer simplement et rapidement les risques d'un bien localisé soit par son adresse soit par le numéro de sa parcelle.

#### Risques naturels
La commune fait partie du territoire à risques importants d'inondation (TRI) de Montpellier/Lunel/Maugio/Palavas, regroupant 49 communes du bassin de vie de l'Montpellier et s'étendant sur les départements de  l'Hérault et du Gard, un des 31 TRI qui ont été arrêtés fin 2012 sur le bassin Rhône-Méditerranée, retenu au regard des risques de submersions marines et de débordements du Vistre, du Vidourle, du Lez et de la Mosson. Parmi les derniers événements significatifs qui ont touché le territoire, peuvent être citées les crues de septembre 2002 et de septembre 2003 (Vidourle) et les tempêtes de novembre 1982 et décembre 1997 qui ont touché le littoral. Des cartes des surfaces inondables ont été établies pour trois scénarios : fréquent (crue de période de retour de 10 ans à 30 ans), moyen (période de retour de 100 ans à 300 ans) et extrême (période de retour de l'ordre de 1 000 ans, qui met en défaut tout système de protection),. La commune a été reconnue en état de catastrophe naturelle au titre des dommages causés par les inondations et coulées de boue survenues en 1982, 1992, 2003 et 2015,.

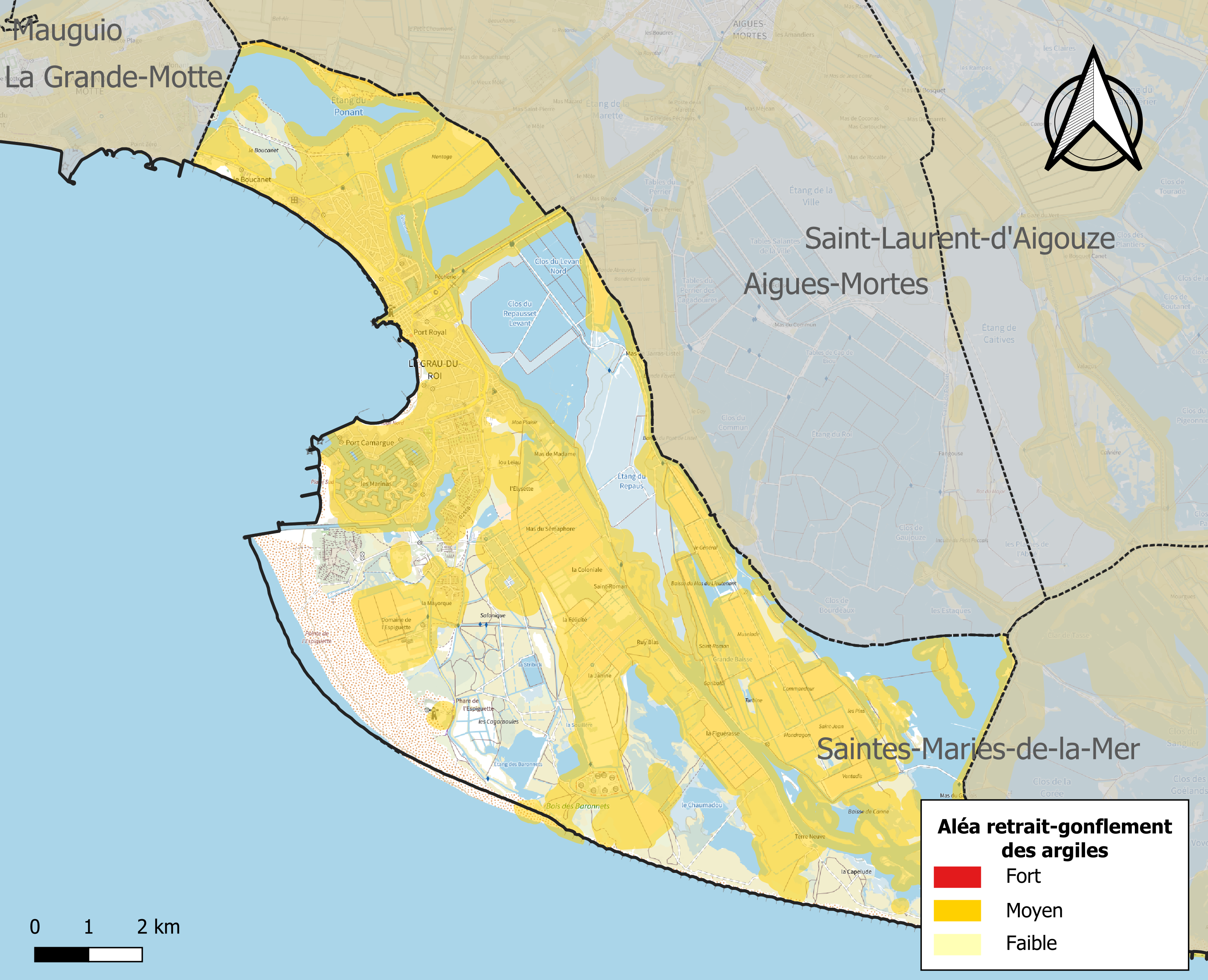
Carte des zones d'aléa retrait-gonflement des sols argileux du Grau-du-Roi.

Le retrait-gonflement des sols argileux est susceptible d'engendrer des dommages importants aux bâtiments en cas d’alternance de périodes de sécheresse et de pluie. 57,7 % de la superficie communale est en aléa moyen ou fort (67,5 % au niveau départemental et 48,5 % au niveau national). Sur les 2 069 bâtiments dénombrés dans la commune en 2019, 2031 sont en aléa moyen ou fort, soit 98 %, à comparer aux 90 % au niveau départemental et 54 % au niveau national. Une cartographie de l'exposition du territoire national au retrait gonflement des sols argileux est disponible sur le site du BRGM,.
Par ailleurs, afin de mieux appréhender le risque d’affaissement de terrain, l'inventaire national des cavités souterraines permet de localiser celles situées dans la commune.

#### Risques technologiques
Le risque de transport de matières dangereuses sur la commune est lié à sa traversée par des infrastructures routières ou ferroviaires importantes ou la présence d'une canalisation de transport d'hydrocarbures. Un accident se produisant sur de telles infrastructures est en effet susceptible d’avoir des effets graves au bâti ou aux personnes jusqu’à 350 m, selon la nature du matériau transporté. Des dispositions d’urbanisme peuvent être préconisées en conséquence.
La commune est en outre située en aval des barrages de Sainte-Croix et de Serre-Ponçon, deux ouvrages de classe A. À ce titre elle est susceptible d’être touchée par l’onde de submersion consécutive à la rupture d'un de ces ouvrages.

#### Risque particulier
Dans plusieurs parties du territoire national, le radon, accumulé dans certains logements ou autres locaux, peut constituer une source significative d’exposition de la population aux rayonnements ionisants. Certaines communes du département sont concernées par le risque radon à un niveau plus ou moins élevé. Selon la classification de 2018, la commune duGrau-du-Roi est classée en zone 2, à savoir zone à potentiel radon faible mais sur lesquelles des facteurs géologiques particuliers peuvent faciliter le transfert du radon vers les bâtiments.

## Toponymie
Le nom occitan est lo Grau dau Rei (norme classique) ou Lou Grau dóu Rèi (norme mistralienne).
Racine occitane gras, grau (en languedocien), du roman gras, grads, grad, gra, du catalan grau, du bas latin grassius, du latin gradus : embouchure d'un fleuve, bouche, chenal, coupure par laquelle la mer communique avec un étang du littoral.
Ses habitants sont appelés les Graulens et les Graulennes.

## Politique et administration

### Liste des maires
De 1789 à 1799, les agents municipaux, les maires, sont élus au suffrage direct pour 2 ans et rééligibles, par les citoyens actifs de la commune, contribuables payant une contribution au moins égale à 3 journées de travail dans la commune. Sont éligibles ceux qui paient un impôt au moins équivalent à dix journées de travail. De 1799 à 1848, la constitution du 22 frimaire an VIII (13 décembre 1799) revient sur l’élection du maire, les maires sont nommés par le préfet pour les communes de moins de 5 000 habitants. La Restauration instaure la nomination des maires et des conseillers municipaux. Après 1831, les maires sont nommés (par le roi pour les communes de plus de 3 000 habitants, par le préfet pour les plus petites), mais les
conseillers municipaux sont élus pour six ans. Du 3 juillet 1848 à 1851, les maires sont élus par le conseil municipal pour les communes de moins de 6 000 habitants. De 1851 à 1871, les maires sont nommés par le préfet, pour les communes de moins de 3 000 habitants et pour 5 ans à partir de 1855. Depuis 1871, les maires sont élus par le Conseil municipal à la suite de son élection au suffrage universel.
| Période                                  | Période  | Identité         | Étiquette    | Qualité |
| ---------------------------------------- | -------- | ---------------- | ------------ | --- |
| 1879                                     | 1884     | Amédée Rédarès   |              | |
| 1884                                     | 1892     | Jacques Mézy     |              | |
| 1892                                     | 1896     | Ange Delorenzi   |              | |
| 1896                                     | 1896     | Léon Pommier     |              | |
| 1896                                     | 1897     | Joseph Dumas     |              | |
| 1897                                     | 1897     | Jacques Mézy     |              | Président de la délégation spéciale |
| 1897                                     | 1905     | Jean Gourdon     |              | |
| 1905                                     | 1919     | Louis Ponsole    |              | |
| 1919                                     | 1925     | Auguste Vincent  |              | |
| 1925                                     | 1940     | Antonin Revest   | Rad.         | Conseiller général du canton d'Aigues-Mortes Révoqué par le Gouvernement de Vichy                                                                                          |
| 1941                                     | 1944     | Jean Tourette    |              | Président de la délégation spéciale |
| 1944                                     | 1945     | Antonin Revest   |              | Président du comité de Libération |
| 1945                                     | 1965     | Belsamond Ramain | PSU          | Médecin |
| 1965                                     | 1983     | Jean Bastide     | PSU puis PS  | Médecin Conseiller général du canton d'Aigues-Mortes (1945-1961 et 1967-1973) Député de la deuxième circonscription du Gard (1973-1978)                                    |
| 1983                                     | 2014     | Étienne Mourrut  | RPR puis UMP | Conseiller général du canton d'Aigues-Mortes (1985-2002) Conseiller régional du Languedoc-Roussillon (1986-1992) Député de la deuxième circonscription du Gard (2002-2012) |
| 2014                                     | En cours | Robert Crauste   | SE           | Médecin Conseiller régional du Languedoc-Roussillon (2004-2015) Conseiller départemental du canton d'Aigues-Mortes depuis 2021                                             |
| Les données manquantes sont à compléter. |          |                  |              | |

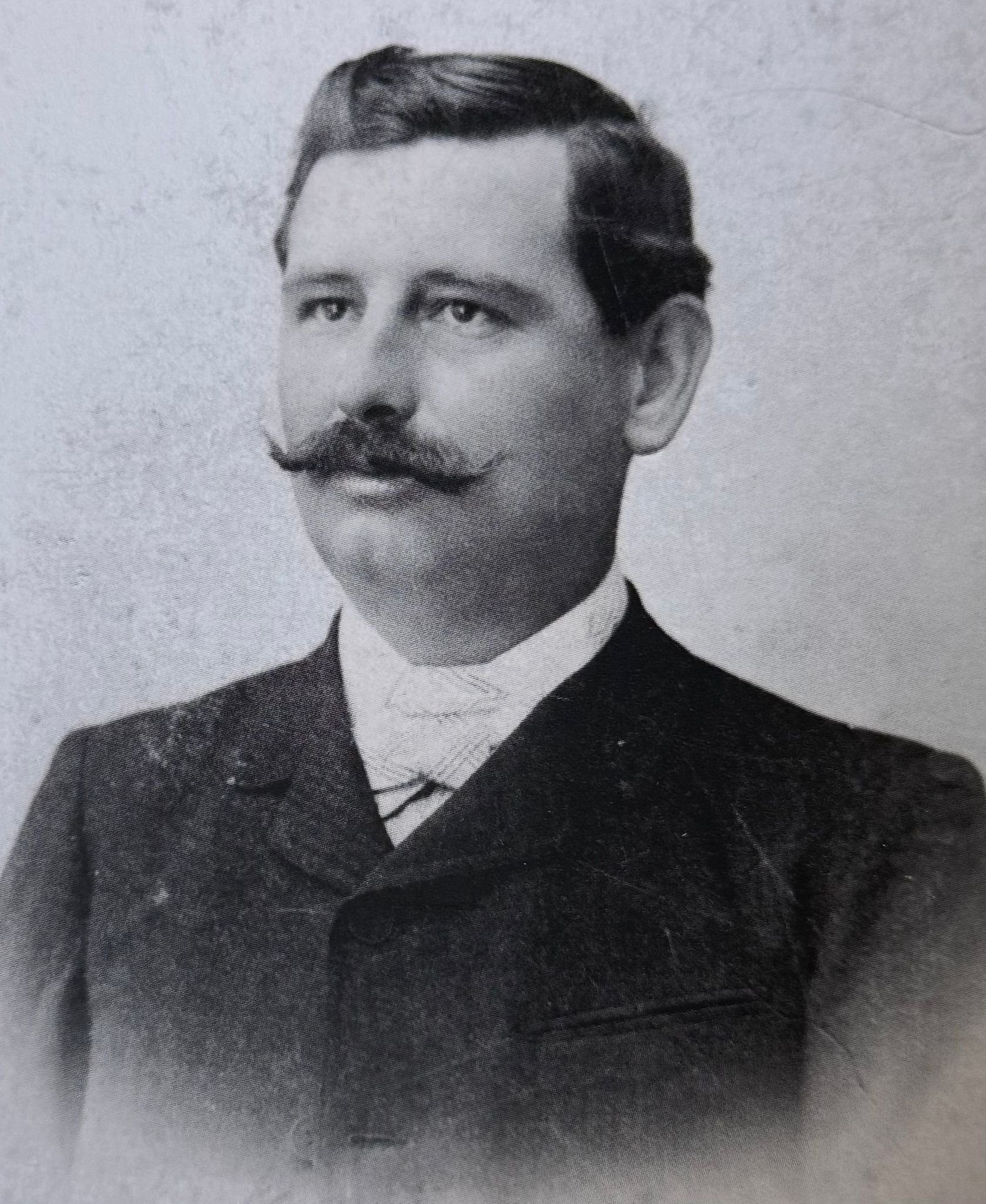
Louis Ponsole, Maire du Grau-du-Roi (1905-1919)
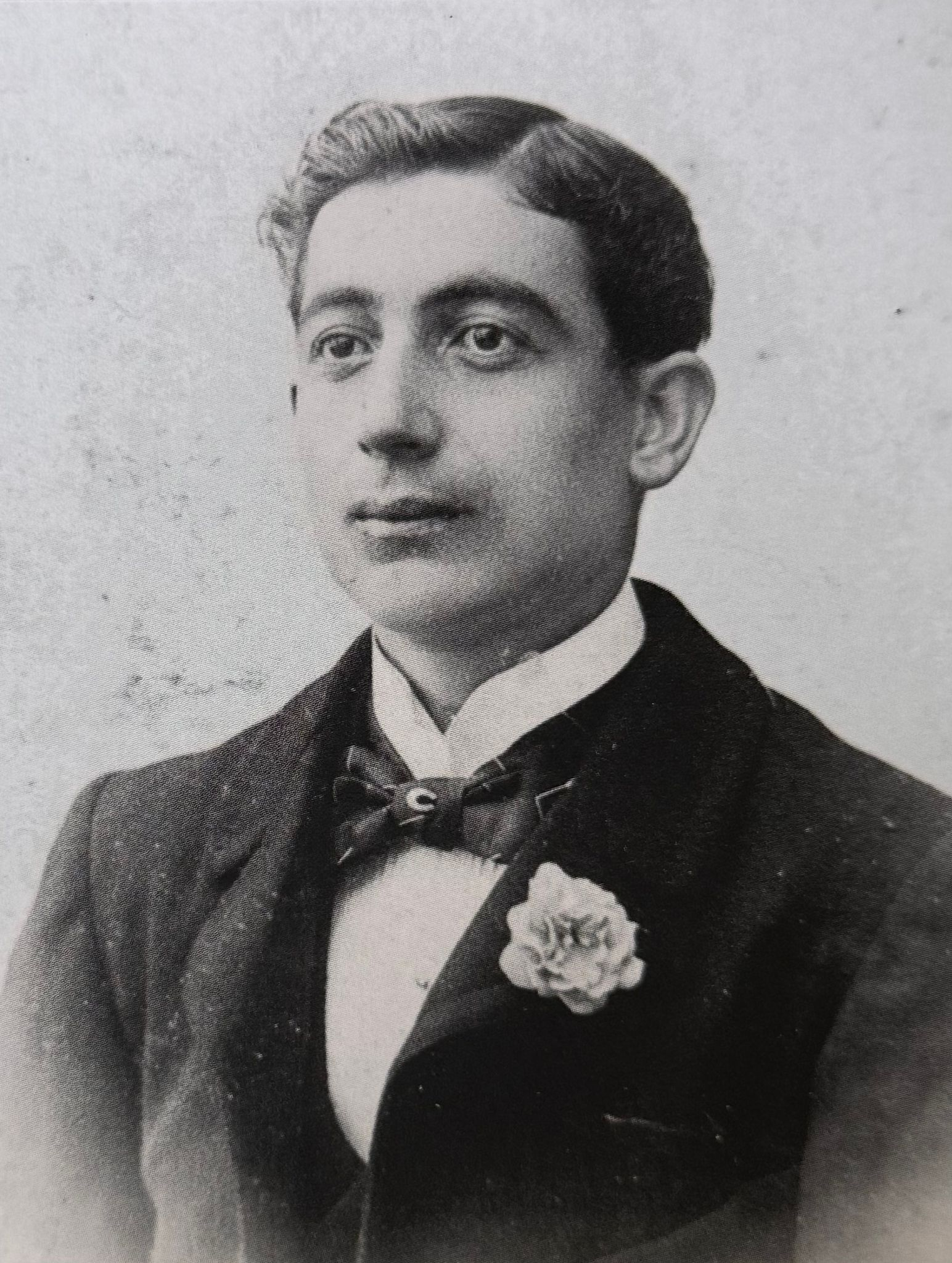
Antonin Revest, Maire du Grau-du-Roi (1925-1940)
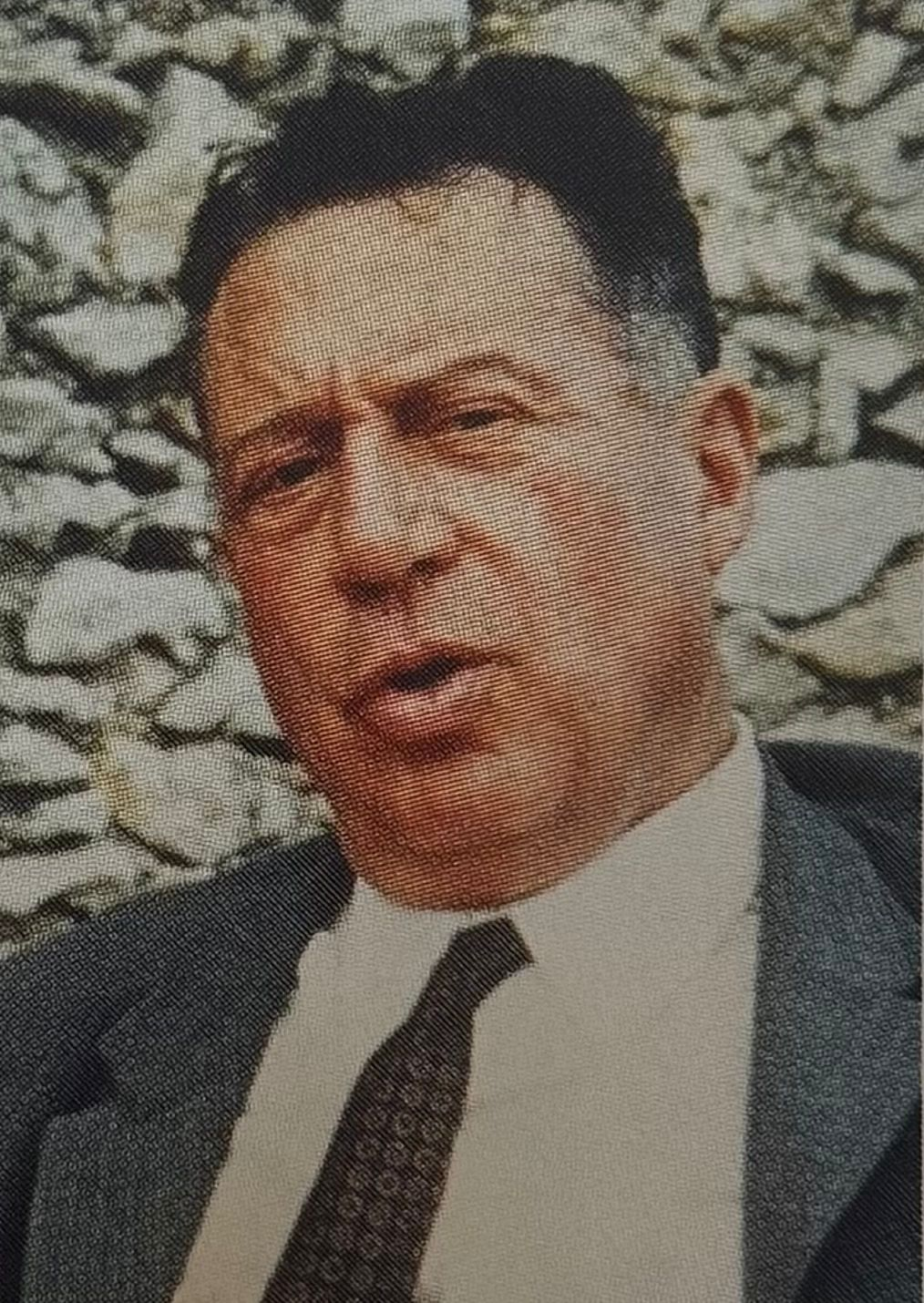
Belsamond Ramain, Maire du Grau-du-Roi (1945-1965)
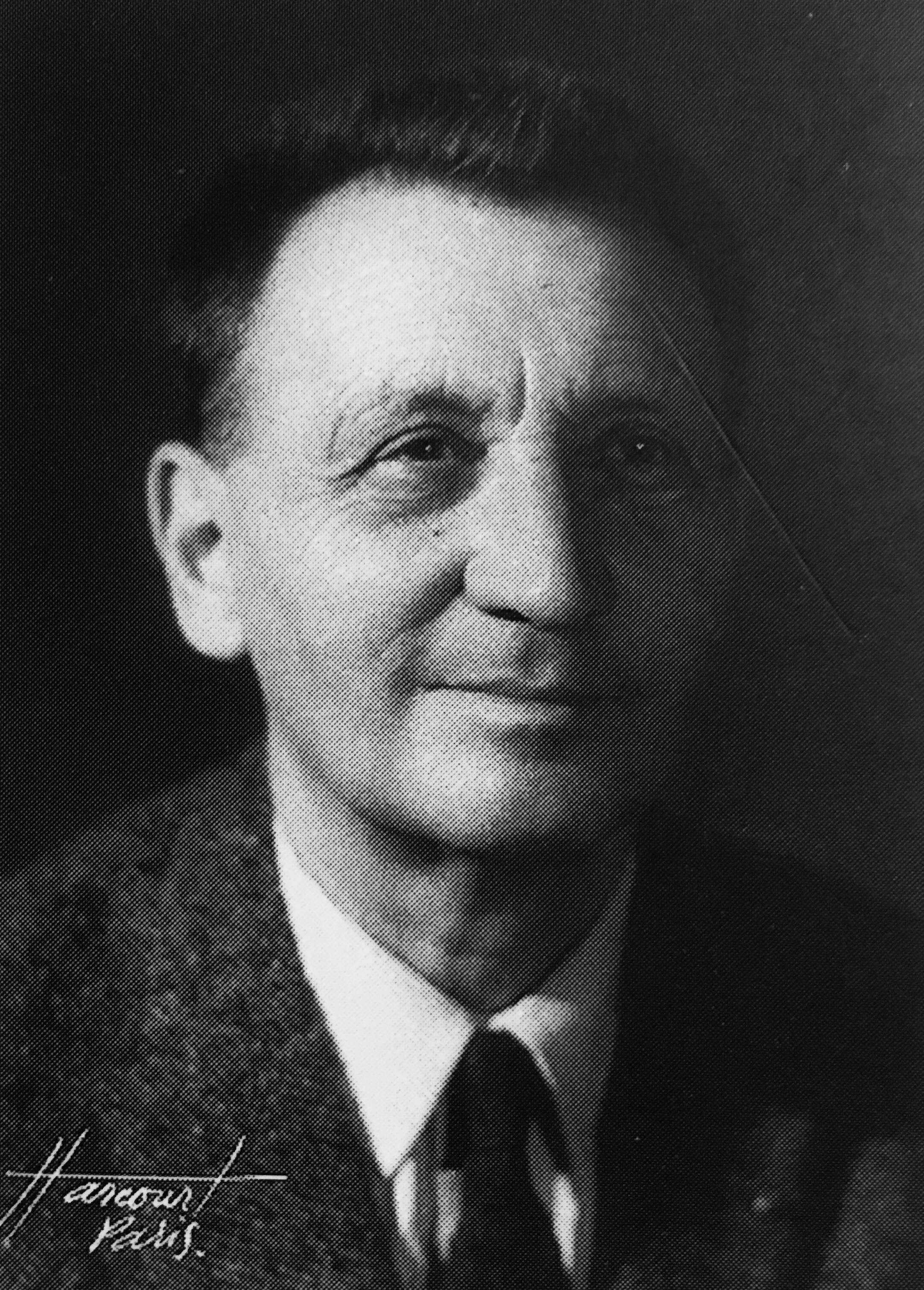
Jean Bastide, Maire du Grau-du-Roi (1965-1983)
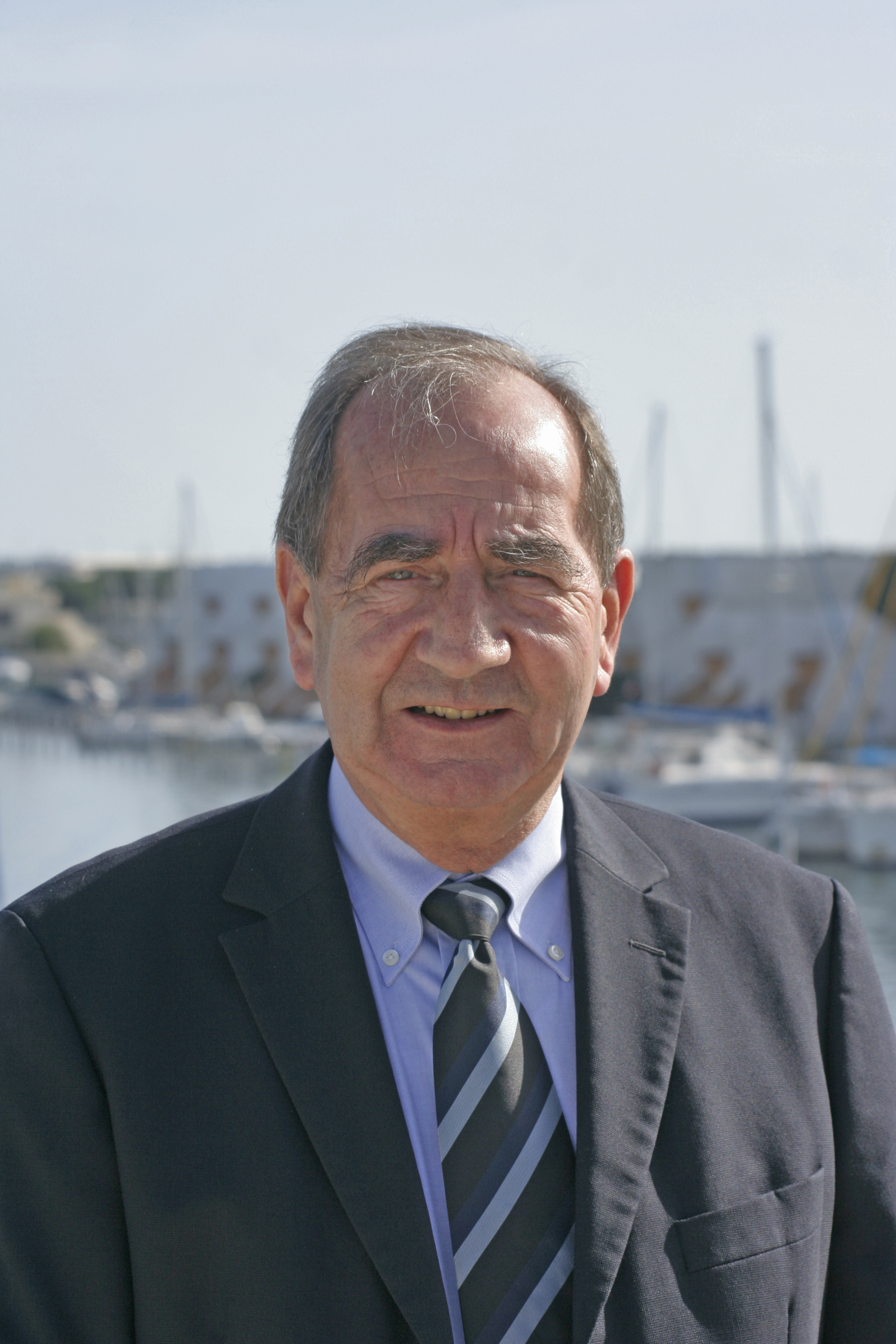
Etienne Mourrut, Maire du Grau-du-Roi (1983-2014)

### Conseil municipal

#### Composition du conseil municipal suite aux élections du 15 mai 1900
Au lendemain de l'élection municipale du 15 mai 1900, le maire Jean Gourdon et son adjoint Louis Ponsole étaient suivis des élus : Joseph Mazard, Joseph Mezy, Ange Delorenzi, François Hubidos, Pierre Pioch, Gustave Malabave, Pierre Boccalandro, Pierre Lozzano, Louis Tapie, Jean-Baptiste Indignons, Antoine Vigliola.

#### Composition du conseil municipale suite aux élections du 12 mai 1912
À l’issue de l’élection municipale du 12 mai 1912, Louis Ponsole est élu maire aux côtés de son adjoint François Hubidos. Ils sont accompagnés des conseillers municipaux élus : Léon Pierre, Gustave Malabave, Louis Guiraudou, Louis Caucino, Jean-Baptiste Bord, Pierre Boccalandro, Louis Granier, Léopold Dreuille, Antoine Vigliola et Henri Daumas.Le conseil municipal graulen comprend 29 membres.

#### Composition du conseil municipal suite aux élections de décembre 1919
À l’issue des élections municipales de décembre 1919, Auguste Vincent est élu maire du Grau-du-Roi, avec Léon Amphoux comme adjoint. Le nouveau conseil municipal se compose de : André Girard, Pierre Coulomb, Edmond Pellegrin, Pierre Haon, Henri Malabave, Henri Daumas, Louis Garelli, Pierre Bonnèze, Jean Senappe, ainsi que l’ancien maire Louis Ponsole, réélu comme conseiller.

#### Composition du conseil municipal suite aux élections du 28 aout 1924
Les élections municipales du 28 août voient André Girard assurer temporairement les fonctions de maire jusqu’au 22 décembre, date à laquelle Auguste Vincent est désigné premier magistrat. Pierre Coulomb est nommé adjoint. Parmi les élus : Dominique Mastrangelo, Jean-Baptiste Michel, Claude Isard, Ferdinand Daumas, Pierre Haon, François Roustan, François Ponsole, André Rasconci et Pierre Hilaire.

#### Composition du conseil municipal suite aux élections du 13 mai 1925
Antonin Revest devient maire, assisté de François Ponsole comme adjoint. Le conseil municipal est composé de Pierre Haon, Ferdinand Daumas, Pierre Bonnéze, Charles Granier, Edmond Pellegrin, Henri Malabave, François Gozioso, François Roustan, Noël Pioch et Louis Merly.

#### Composition du conseil municipal suite aux élections du 19 mai 1935
Antonin Revest est réélu maire lors des élections du 19 mai. François Ponsole reste son adjoint. Les conseillers municipaux incluent Henri Malabave, Pierre Haon, Henri Daumas, Noël Pioch, François Roustan, Edmond Pellegrin, Pierre Bonnéze, Louis Pratali, Charles Granier et François Gozioso.

#### Composition du conseil municipal suite aux élections du 1er novembre 1947
Belsamond Ramain est élu maire, avec Louis Arnaud comme adjoint. Les conseillers élus sont : Marius Malabave, Joseph Moraud, Louis Gallet, Charles Pioch, Marie Pierre, Marie Cristofol, Augustin Roubière, Louis Gionta, Ange Isard, François Girard, Sarah Deleuze, Dominique Mastrangelo, Étienne Coulet, Max Pellegrin et Léonce Richard.

#### Composition du conseil municipal suite aux élections du 8 mai 1953
Belsamond Ramain est reconduit à la tête de la mairie, toujours épaulé par Louis Arnaud. Les conseillers municipaux sont notamment Marius Malabave, Joseph Moraud, Louis Gallet, Charles Pioch, Marie Pierre, Marie Cristofol, Augustin Roubière, Louis Gionta, Louis Rosso, Pierre Boudon, Pierre Bonnéze, Zély Ciano, Louis Bouvier, Jean Houny et Jean-Louis Benso.

#### Composition du conseil municipal suite aux élections du 27 mars 1965
Jean Bastide est élu maire. Yves Pont est nommé premier adjoint, Jean Granier deuxième. Le conseil est formé de Zély Ciano, Charles Gros, Jean Bertaud, Louis Rosso, Étienne Mourrut, Émile Blatière, Pierre Teissèdre, Claude Daumas, Louis Martin, Robert Gozioso, Paul Nocella, Edgard Gauthier, Alphonse Donatucci et Belsamond Ramain.

#### Composition du conseil municipal suite aux élections du 21 mars 1971
Jean Bastide est reconduit maire. Jean Granier et Claude Daumas sont ses adjoints, épaulés par André Quet et André Samouilhan comme adjoints supplémentaires. Le conseil inclut Jean Bertaud, Robert Saumade, Louis Rosso, François-Pierre Girard, Max Pellegrin, Roland Tessier, Jean Arrighi de Casanova, Émile Isard, Louis Martin, Émile Blatière, Marius Perez, Pierre Outrequin, Aimé Tianot, Joseph Palomba, Jean-Michel Vallès et Charles Gros.

#### Composition du conseil municipal suite aux élections du 25 mars 1977
Jean Bastide conserve la mairie. Il est entouré de nombreux adjoints : Jean Granier, André Quet, Jean-Pierre Bas, Émile Blatière, Arlette Bonafé-Rolland et Max Pellegrin. Les élus comprennent Bernard Aigon, Jean-Baptiste Houny, François Barre, Roland Tessier, Louis Rosso, Robert Saumade, Joseph Palomba, Zély Ciano, Étienne Mourrut, Étienne Malabave, Raymond Courbier, François Bonnéze, Joseph Martinez, Henri Hubidos, Jean Bertaud et Jacques Rocchi.

#### Composition du conseil municipal suite aux élections du 13 mars 1983
Étienne Mourrut devient maire. Il nomme plusieurs adjoints, dont Serge Cendras, Mireille Ardois, Jacques Granier, Daniel Malabave, Joseph Enjolras, Gilbert Stragier, Noël Génial et Alfred Sabadotto. Le conseil est composé de Max Pellegrin, Louis Rosso, Jean Bastide, Jean-Pierre Bas, Bernard Aigon, Jean Bord, Alexandre Mastrangelo, René Bouillard, Marie-Louise Gozioso, Guy Payre, Gérard Auzéby, Jean-Marcel Pellicano, Freddy Meironnen, Marie-Pierre Meens, Serge Gadéa, Bernard Luciani, Martine Vuidard et Guy Lauzy.
NB : MM. Pellegrin et Bastide démissionnent et sont remplacés par MM. Bertaud et Bazile. Jean Bord, décédé, est remplacé par M. Baraille.

#### Composition du conseil municipal suite aux élections du 17 mars 1989
Étienne Mourrut est réélu le 17 mars. Il s’entoure de huit adjoints : Mireille Ardois (1ʳᵉ), Daniel Malabave (2ᵉ), Joseph Enjolras (3ᵉ), Marie-Pierre Meens (4ᵉ), Noël Génial (5ᵉ), Jacques Rosier (6ᵉ), René Bouillard (7ᵉ) et Léopold Rosso (8ᵉ). Les élus sont : Marie-Louise Gozioso, Gérard Auzéby, Frédéric Baraille, Enry Bernard, André Della Santina, Thierry Delmas, Serge Gadéa, Pierre Guiraudou, Alexandre Mastrangelo, Jean-Marcel Pellicano, Lucien Topie, Martine Vuidard, Louis Rosso, Vincent Bazile, Jean-Pierre Bas, Michel Picon, Robert Crauste et André Quet (remplacé par Roland Tessier après sa démission).

#### Composition du conseil municipal suite aux élections du 16 juin 1995
Lors des élections municipales du 16 juin, Étienne Mourrut est reconduit dans ses fonctions de maire. Le conseil municipal est structuré autour de huit adjoints : Marie-Louise Gozioso (1ʳᵉ), Jacques Rosier (2ᵉ), Léopold Rosso (3ᵉ), Pierre Guiraudoux (4ᵉ), Lucien Topie (5ᵉ), André Della Santina (6ᵉ), Frédéric Baraille (7ᵉ) et Gérard Auzéby (8ᵉ).
Parmi les élus figurent Jean-Marcel Pellicano, Rose-Marie Tuccou, Enry Bernard, Anne-Marie Roquefeuille, Thierry Delmas, Philippe Parassmo, José Privat, Yves Fontanet, Joseph Enjolras, Incarnation Challegard, Jean Spalma, Noël Géniale, Yvette Flaugère, Alexandre Mastrangelo, Michel Picon, Robert Crauste, Dominique Demouy, Bernard Pellegrin, Christine Gros et Jean-Pierre Bas.

#### Composition du conseil municipal suite aux élections de mars 2001
Étienne Mourrut est de nouveau élu maire. Le conseil désigne Léopold Rosso comme 1er adjoint, suivi de Jacques Rosier-Dufond (2ᵉ), Incarnation Challegard (3ᵉ), Gérard Auzéby (4ᵉ), André Della Santina (5ᵉ), Anne-Marie Roquefeuille (6ᵉ), Yves Fontanet (7ᵉ) et Hervé Sargueil (8ᵉ).
Les conseillers municipaux sont : Philippe Parassmo, Jean Spalma, Claire Castellan, Francine Jospin, Yvette Flaugère, Noël Géniale, Enry Bernard-Bertrand, Nadia Payan, Élisabeth Marijon, Lucien Topie, Laure Chabaud, Marie-Anne Merly, Annie Brachet, Diane Coulomb, Michel Picon, Christine Gros, Robert Crauste, René Le Liboux, Arlette Hérimian et Jacky Devogelaere.

#### Composition du conseil municipal suite aux élection de 2020
Robert Crauste est élu maire. Le conseil désigne Claude Bernard comme 1er adjoint, suivi de Françoise Lautrec (2ᵉ), Lucien Vigouroux (3ᵉ), Françoise Dugaret (4ᵉ), Lucien Topie (5ᵉ), Chantal Villanueva (6ᵉ), Michel de Nays Candau (7ᵉ) et Pascale Bouillevaux-Breard (8ᵉ).
Les conseillers municipaux sont : Chantal Bertrand, Philippe Blatière, Roseline Brunetti, Charly Crespe, Pierre Deusa, Maryse Deveze, Jean-Pierre Filhol, Robert Gourdel, Didier Granon, Nathalie Gros-Chareyre, Alain Guy, Olivier Penin, Corinne Pimiento, Marie-Christine Rouvière et Martine Scollo-Ogier.

### Jumelages
Dossenheim (Allemagne)

## Population et société

### Démographie
L'évolution du nombre d'habitants est connue à travers les recensements de la population effectués dans la commune depuis 1881. Pour les communes de moins de 10 000 habitants, une enquête de recensement portant sur toute la population est réalisée tous les cinq ans, les populations de référence des années intermédiaires étant quant à elles estimées par interpolation ou extrapolation. Pour la commune, le premier recensement exhaustif entrant dans le cadre du nouveau dispositif a été réalisé en 2007.

En 2022, la commune comptait 8 513 habitants, en évolution de +0,44 % par rapport à 2016 (Gard : +2,97 %, France hors Mayotte : +2,11 %).
| 1881  | 1886  | 1891  | 1896  | 1901  | 1906  | 1911  | 1921  | 1926  |
| ----- | ----- | ----- | ----- | ----- | ----- | ----- | ----- | ----- |
| 1 044 | 1 060 | 1 187 | 1 260 | 1 279 | 1 291 | 1 275 | 1 304 | 1 348 |

| 1931  | 1936  | 1946  | 1954  | 1962  | 1968  | 1975  | 1982  | 1990  |
| ----- | ----- | ----- | ----- | ----- | ----- | ----- | ----- | ----- |
| 1 462 | 1 733 | 1 681 | 1 977 | 2 363 | 3 354 | 3 963 | 4 152 | 5 253 |

| 1999  | 2006  | 2007  | 2012  | 2017  | 2022  | - | - | - |
| ----- | ----- | ----- | ----- | ----- | ----- | - | - | - |
| 5 875 | 7 892 | 8 173 | 8 498 | 8 517 | 8 513 | - | - | - |

### Enseignement
Au XIXᵉ siècle, l’enseignement au Grau-du-Roi demeure rudimentaire. La première école est tenue par les Sœurs de Saint-Vincent-de-Paul, qui assurent l’instruction des jeunes filles jusqu’en 1883, dans des locaux prêtés ou de simples remises. La structuration d’un véritable cadre scolaire public n’intervient qu’en 1888 avec le lancement de la construction d’une école communale, bientôt complétée par une école maternelle ouverte en 1905.
En parallèle, l’enseignement privé se développe également. En 1902, Sœur Marie-Adolphe, religieuse de la congrégation de Saint-Régis, fonde une classe privée destinée aux jeunes filles, marquant une continuité dans l’offre éducative confessionnelle de la commune.
Aujourd’hui, l’offre scolaire du Grau-du-Roi s’est considérablement diversifiée. La commune compte l’école maternelle Eugénie-Deleuze et l’école primaire Le Repausset. Elle accueille également des établissements de l’institut Emmanuel d’Alzon : une école primaire et un collège, tous deux privés et catholiques. Par ailleurs, la commune a longtemps disposé de l’école maternelle Éric-Tabarly et de l’école primaire André-Quet, deux établissements aujourd’hui menacés de fermeture ou de fusion.
En revanche, aucun lycée – ni public ni privé – n’est implanté directement au Grau-du-Roi. Les élèves doivent donc poursuivre leur scolarité secondaire dans les communes voisines, notamment à La Grande-Motte ou à Lunel.

### Santé
Le 1er juillet 1875, un hospice protestant est inauguré sur la rive gauche du Grau-du-Roi. Il constitue le tout premier établissement destiné à accueillir la population ouvrière, particulièrement touchée par la scrofule et l’anémie. L’hospice propose d’abord 80 lits, puis 110, avant d’atteindre une capacité de 140 lits. Son fonctionnement repose sur les recettes issues des dons de grandes familles protestantes nîmoises, ainsi que sur des subventions publiques. Reconnue d’utilité publique dès 1869, la structure prend le nom de Société Protestante des Bains de Mer du Grau-du-Roi, dont le siège est établi à Nîmes. En 1906, cette société rachète le château Leenhardt afin d’y installer ses services.
Mais l’histoire sanitaire du Grau-du-Roi s’enracine profondément dans le XXe siècle, avec l’ouverture, le 15 mai 1933, du Sanatorium Héliomarin, fruit de la volonté du Conseil général du Gard. Construit par Henri Floutier, architecte renommé pour ses réalisations viticoles en béton armé Hennebique, l’édifice s’inscrit dans une logique d’avant-garde sociale et médicale. Destiné aux malades tuberculeux, le bâtiment bénéficie d’un environnement marin jugé bénéfique à la convalescence. À sa tête, le docteur Jean Bastide, figure humaniste, fait du sanatorium un centre à la fois moderne, structuré et profondément humain, avant de devenir lui-même maire du Grau-du-Roi après-guerre.
En novembre 1942, lorsque les troupes de l’Axe envahissent la zone libre, le sanatorium est réquisitionné par la Wehrmacht. Le docteur Bastide orchestre alors une évacuation clandestine et audacieuse : les patients sont transférés, le matériel médical déménagé vers les Cévennes avec l’appui du maquis de Lasalle. Cet épisode méconnu constitue un acte de résistance exceptionnel, mené au nez et à la barbe de l’occupant, dans un silence que l’histoire locale peine encore à célébrer à sa juste valeur.
En 1955, une annexe pédiatrique voit le jour : le Pavillon Christian Cayet, nommé en mémoire d’un jeune interne résistant, mort en déportation. Ce bâtiment, pensé comme un centre de soins tourné vers la mer, incarne une vision nouvelle du soin : celle de la réhabilitation en milieu marin, prémices des futurs centres de rééducation.
Mais le destin du sanatorium bascule à la fin du XXe siècle. En juin 1989, le CHU de Nîmes adopte un plan directeuractant la création d’un nouvel établissement de 190 lits au Grau-du-Roi, dédié à la réadaptation fonctionnelle, à la diabétologie et à l’addictologie. Ce projet, s’il répond à des besoins sanitaires réels, marque le début du déclin du bâtiment historique, sans que celui-ci ne fasse l’objet d’une vraie politique de sauvegarde.
Dès 1998, plusieurs demandes de classement au titre des Monuments Historiques sont formulées. Toutes échouent. Pourtant, de nombreux avis techniques soulignent la valeur patrimoniale, historique et architecturale du site. En 2001, à la demande du préfet du Gard, le dossier de protection est retiré avant même d’être examiné. Le permis de démolir est signé. Le sanatorium, pourtant porteur de mémoire, est définitivement détruit.
Sur ses ruines s’élève désormais un bâtiment neuf, tourné vers l’avenir : l’Hôpital Universitaire de Réadaptation, Rééducation et d’Addictologie du CHU de Nîmes, inauguré par le ministre de la Santé Xavier Bertrand et le maire Étienne Mourrut. Moderne, lumineux, structuré autour d’une balnéothérapie de pointe, l’établissement accueille des patients en post-AVC, des personnes souffrant de troubles métaboliques, ainsi que des patients en sevrage. Il remplit aujourd’hui une fonction essentielle dans l’offre de soins régionale et atteint les 200 lits.
En 1971, la colonie de vacances des Aigues Marines est reconvertie en maison à caractère sanitaire spécialisé. En 1991, les bâtiments sont transformés pour accueillir à la fois un foyer pour patients en dialyse et une maison d’accueil spécialisée. En 2009, un foyer occupationnel vient compléter l’ensemble. Le site abrite le Centre des Aigues Marines, un établissement médico-social en bord de mer qui prend en charge des personnes en situation de handicap. Il offre des services adaptés dans les domaines de l’accompagnement, de l’éducation spécialisée et du soin.

### Manifestations culturelles et festivités

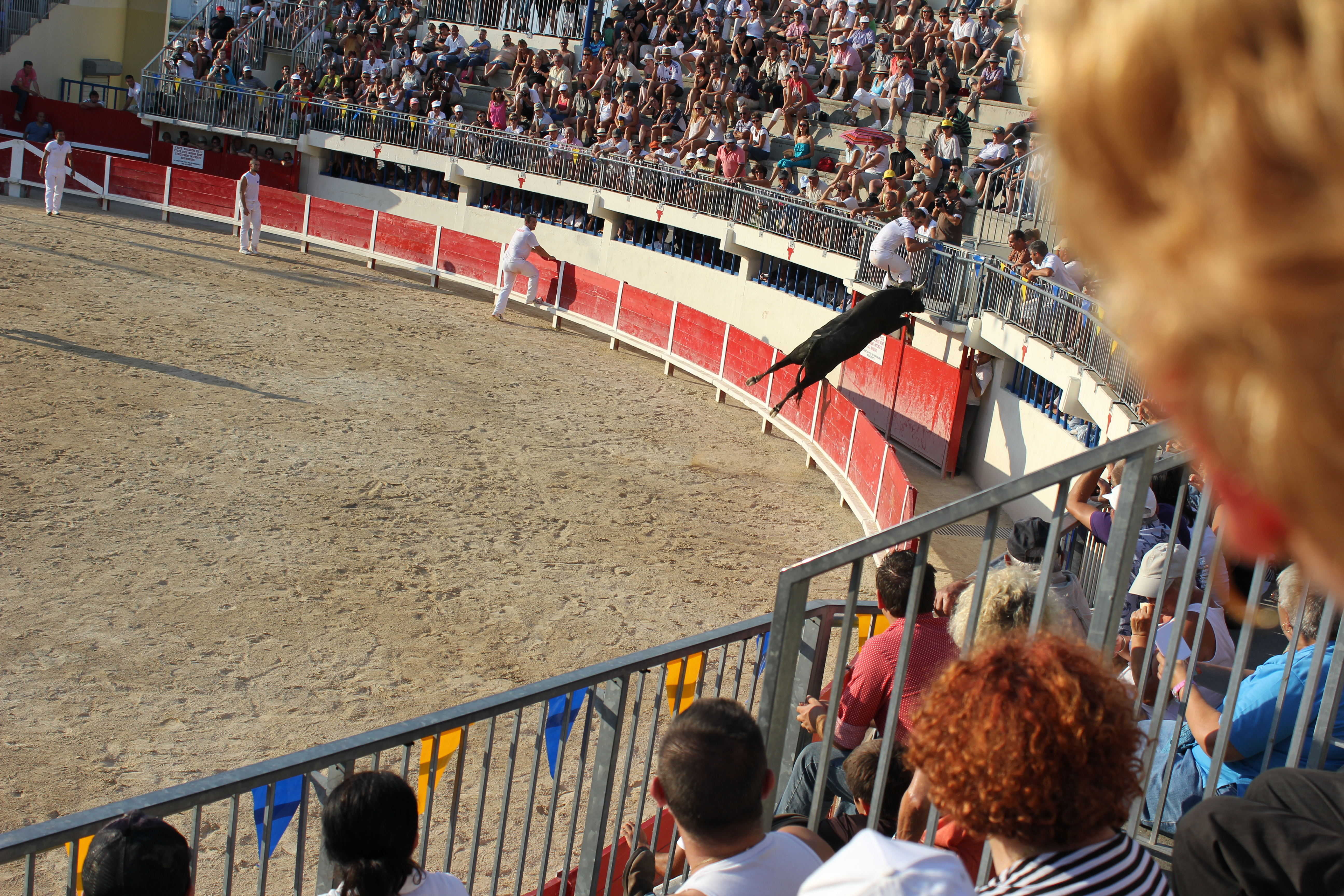
Course camarguaise dans les arènes du Grau-du-Roi.

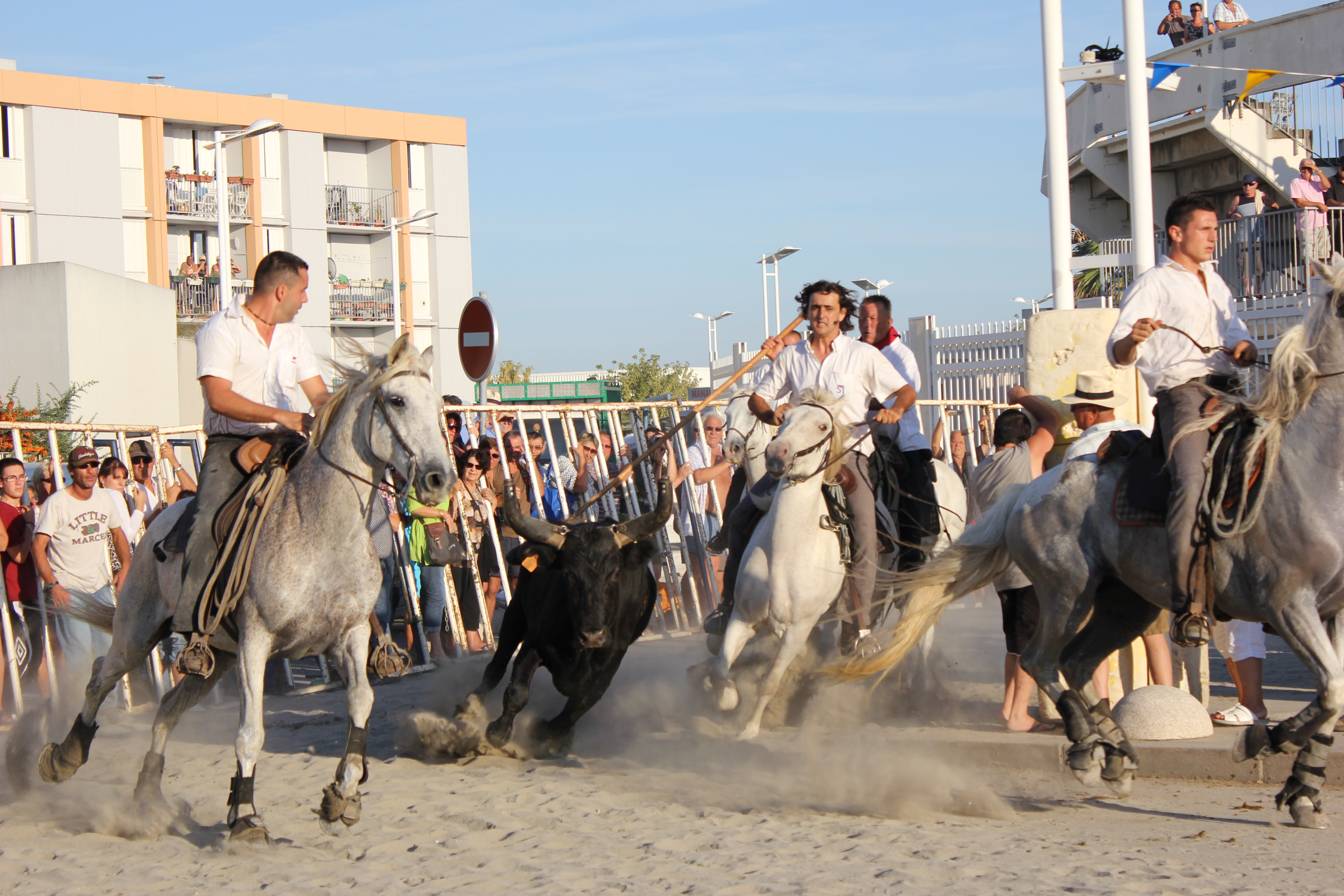
Bandido lors de la fête votive.

Les arènes du Grau-du-Roi, inaugurées en 1960, sont les arènes de la commune. Elles peuvent contenir 3 000 personnes. Elles sont entièrement dédiées à la course camarguaise, mais lors de la fête votive du Grau-du-Roi on assiste aussi à des abrivados et des bandidos. Depuis 2006 une sculpture signée Ben K de trois cocardiers est érigée à leur entrée.

### Sports
- Course camarguaise : Le premier rassemblement de la bouvino a lieu en mars avec l'abrivado des plages[81].
- Émulation Sportive du Grau-du-Roi : Club de football évoluant en Régional 1.
- Les joutes graulennes

### Économie

#### Revenus
En 2018  (données Insee publiées en septembre 2021), la commune compte 5 511 ménages fiscaux, regroupant 9 690 personnes. La médiane du revenu disponible par unité de consommation est de 20 410 € (20 020 € dans le département). 48 % des ménages fiscaux sont imposés (43,9 % dans le département).

#### Emploi
|                | 2008   | 2013   | 2018   |
| -------------- | ------ | ------ | ------ |
| Commune        | 12,7 % | 13,7 % | 15,7 % |
| Département    | 10,6 % | 12 %   | 12 %   |
| France entière | 8,3 %  | 10 %   | 10 %   |

En 2018, la population âgée de 15 à 64 ans s'élève à 4 431 personnes, parmi lesquelles on compte 67,5 % d'actifs (51,7 % ayant un emploi et 15,7 % de chômeurs) et 32,5 % d'inactifs,. Depuis 2008, le taux de chômage communal (au sens du recensement) des 15-64 ans est supérieur à celui de la France et du département.
La commune est la commune-centre de l'aire d'attraction du Grau-du-Roi,. Elle compte 3 223 emplois en 2018, contre 3 293 en 2013 et 3 201 en 2008. Le nombre d'actifs ayant un emploi résidant dans la commune est de 2 355, soit un indicateur de concentration d'emploi de 136,8 % et un taux d'activité parmi les 15 ans ou plus de 39,9 %.
Sur ces 2 355 actifs de 15 ans ou plus ayant un emploi, 1 450 travaillent dans la commune, soit 62 % des habitants. Pour se rendre au travail, 74,8 % des habitants utilisent un véhicule personnel ou de fonction à quatre roues, 1,4 % les transports en commun, 18,6 % s'y rendent en deux-roues, à vélo ou à pied et 5,1 % n'ont pas besoin de transport (travail au domicile).

### Activités hors agriculture

#### Secteurs d'activités
1 636 établissements sont implantés  au Grau-du-Roi au 31 décembre 2019. Le tableau ci-dessous en détaille le nombre par secteur d'activité et compare les ratios avec ceux du département,.
| Secteur d'activité                                                                                        | Commune | Commune | Département |
| Secteur d'activité                                                                                        | Nombre  | %       | %           |
| --- | ------- | ------- | ----------- |
| Ensemble                                                                                                  | 1 636   | 100 %   | (100 %)     |
| Industrie manufacturière, industries extractives et autres                                                | 87      | 5,3 %   | (7,9 %)     |
| Construction                                                                                              | 113     | 6,9 %   | (15,5 %)    |
| Commerce de gros et de détail, transports, hébergement et restauration                                    | 790     | 48,3 %  | (30 %)      |
| Information et communication                                                                              | 19      | 1,2 %   | (2,2 %)     |
| Activités financières et d'assurance                                                                      | 37      | 2,3 %   | (3 %)       |
| Activités immobilières                                                                                    | 125     | 7,6 %   | (4,1 %)     |
| Activités spécialisées, scientifiques et techniques et activités de services administratifs et de soutien | 167     | 10,2 %  | (14,9 %)    |
| Administration publique, enseignement, santé humaine et action sociale                                    | 151     | 9,2 %   | (13,5 %)    |
| Autres activités de services                                                                              | 147     | 9 %     | (8,8 %)     |

Le secteur du commerce de gros et de détail, des transports, de l'hébergement et de la restauration est prépondérant sur la commune puisqu'il représente 48,3 % du nombre total d'établissements de la commune (790 sur les 1 636 entreprises implantées au Grau-du-Roi), contre 30 % au niveau départemental.

### Agriculture
|               | 1988 | 2000 | 2010 | 2020 |
| ------------- | ---- | ---- | ---- | ---- |
| Exploitations | 15   | 13   | 8    | 7    |
| SAU (ha)      | 462  | 495  | 334  | 437  |

La commune est dans la « Plaine Viticole », une petite région agricole occupant le  sud-est du département du Gard. En 2020, l'orientation technico-économique de l'agriculture  sur la commune est la viticulture. Sept exploitations agricoles ayant leur siège dans la commune sont dénombrées lors du recensement agricole de 2020 (15 en 1988). La superficie agricole utilisée est de 437 ha,,.

#### Viticulture
Le Sable-de-Camargue, appelé auparavant vin de pays des sables du Golfe du Lion, depuis le décret du 5 avril 1982, est un vin français d'indication géographique protégée. Le décret de l'INAO créant ce nouveau label a été publié en date du 6 avril 2011.

### Secteur primaire
C'est le second port de pêche français en Méditerranée après Sète.

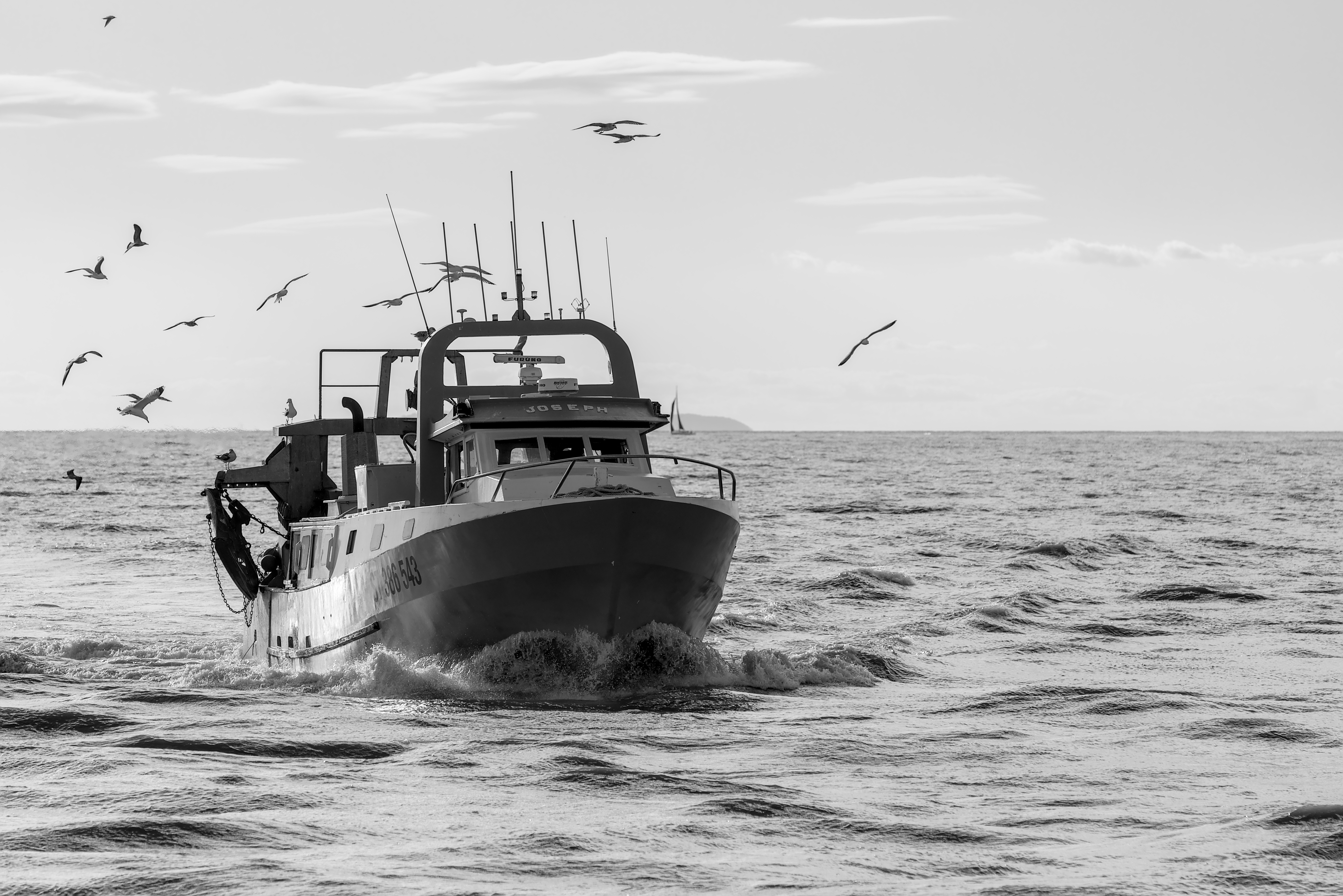
Un bateau de pêche revenant au port du Grau-du-Roi.
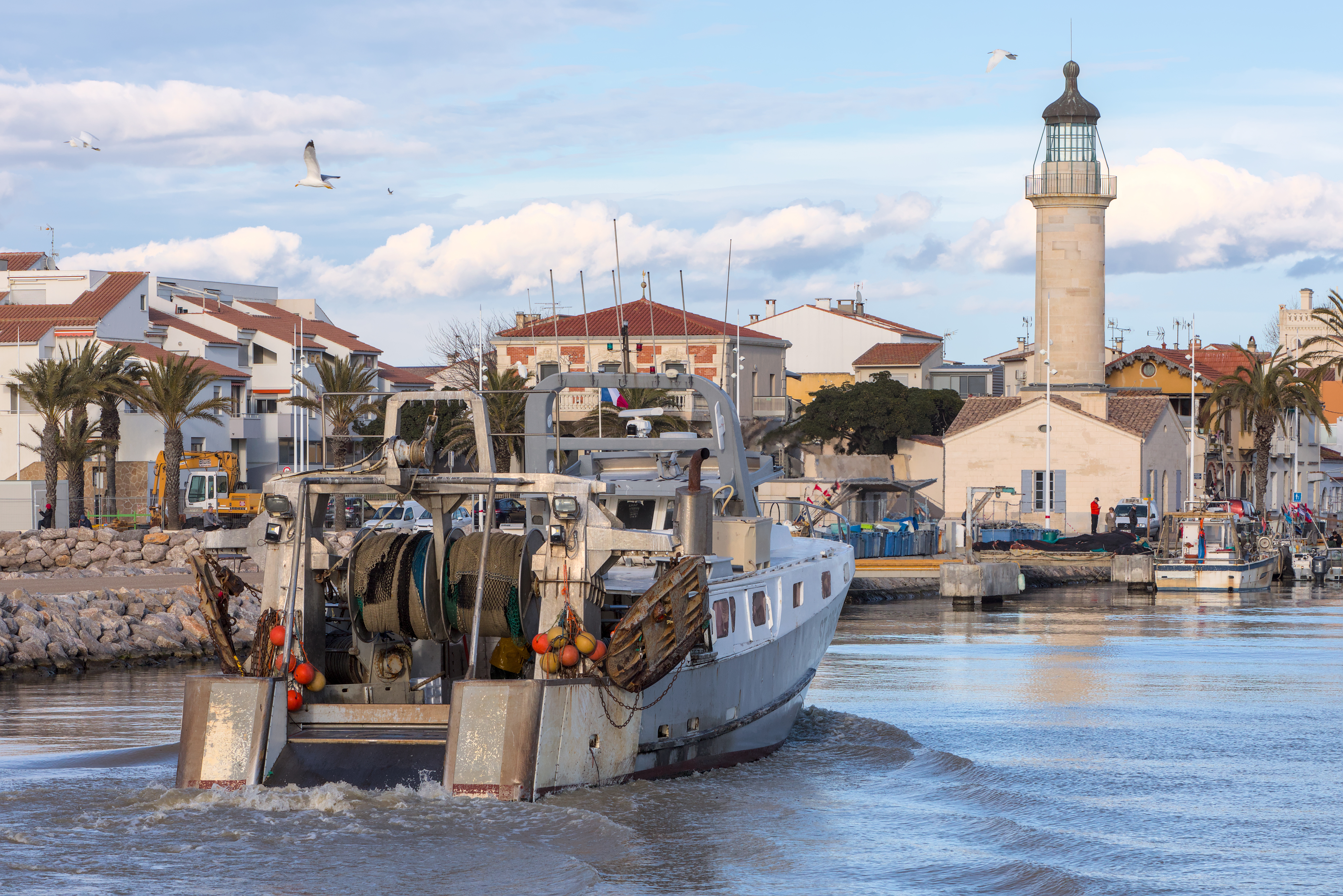
Un bateau de pêche rentrant au port du Grau-du-Roi.
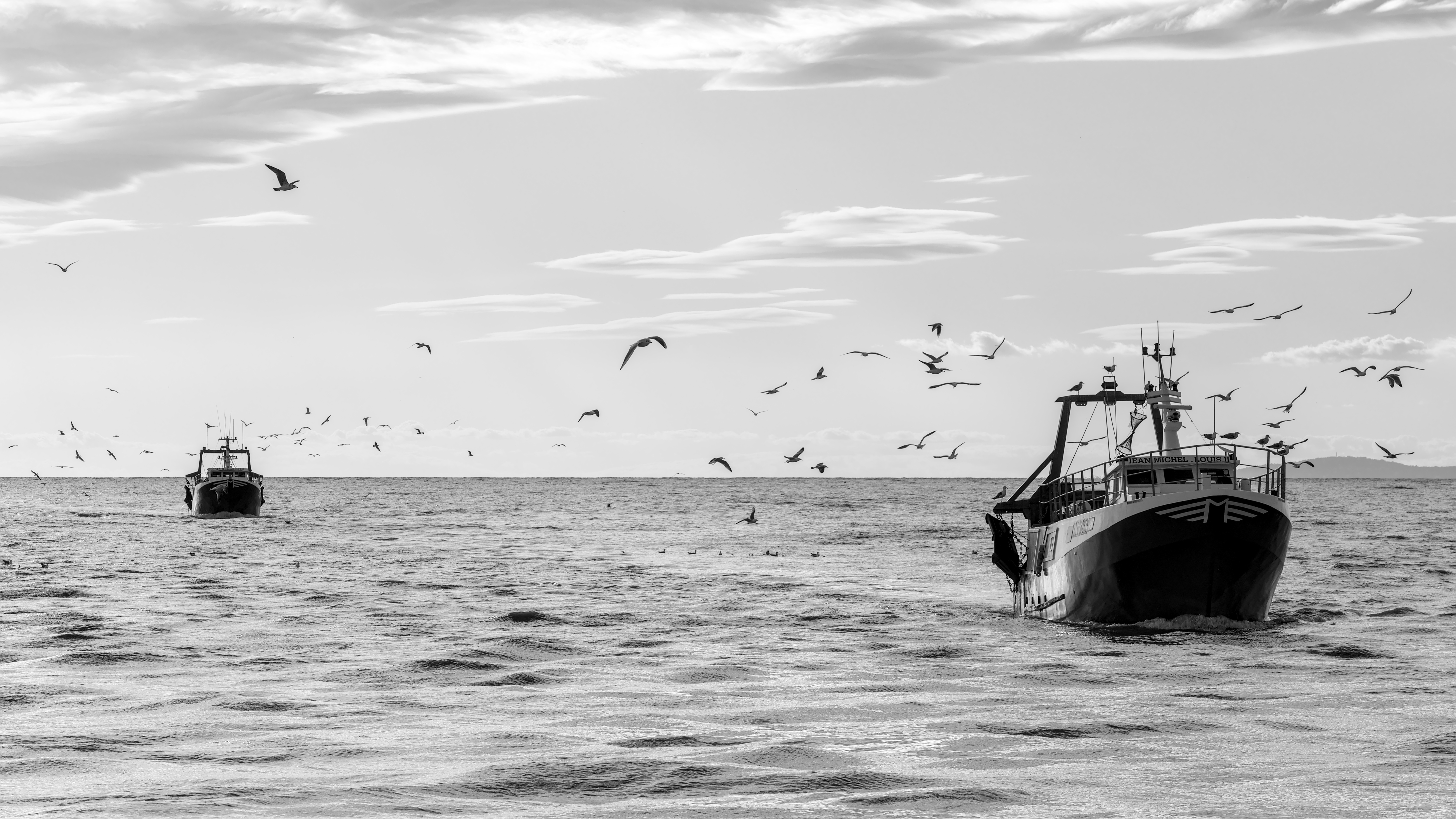
Bateaux de pêche revenant au port du Grau-du-Roi.
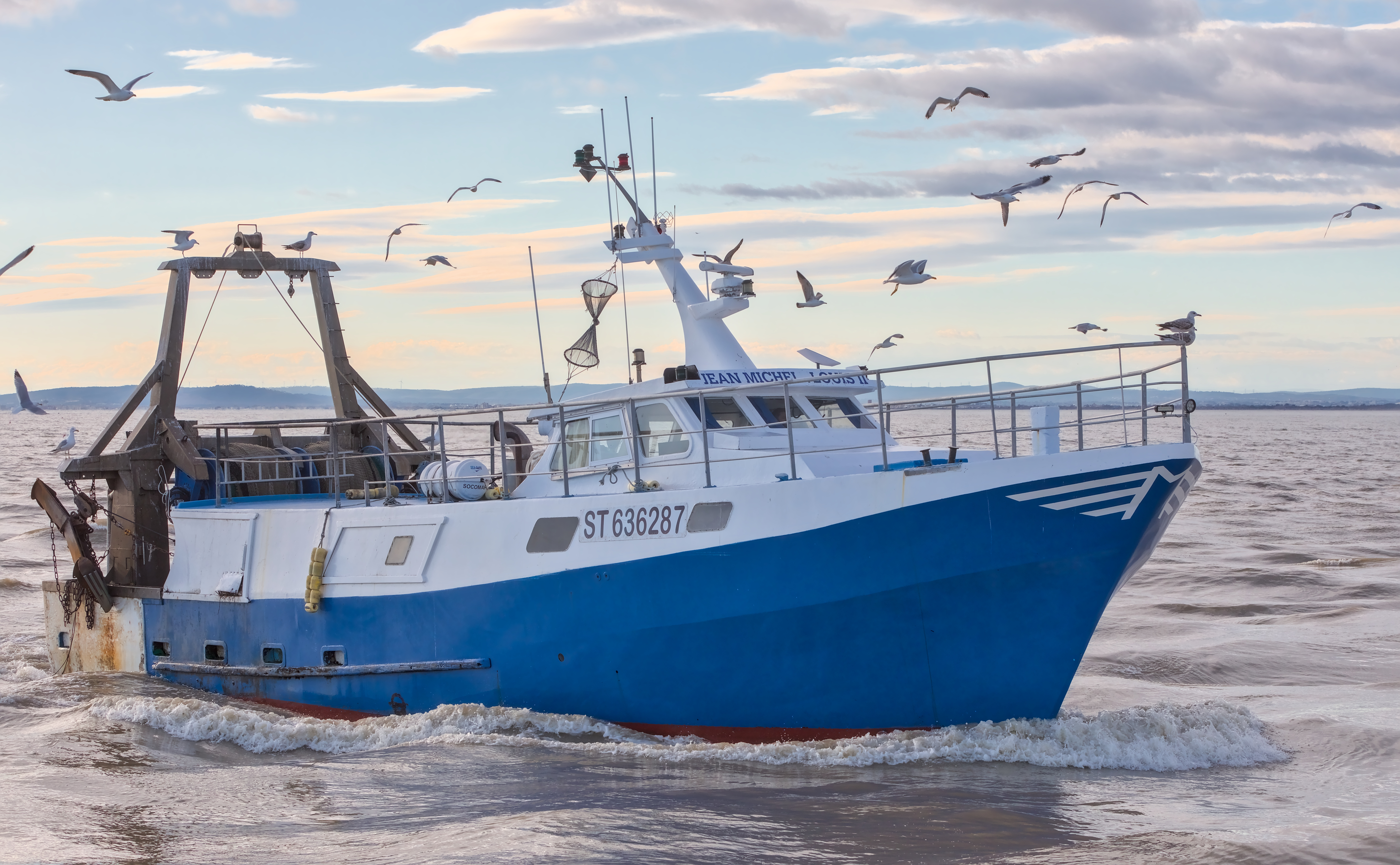
Un bateau de pêche revenant au port du Grau-du-Roi.
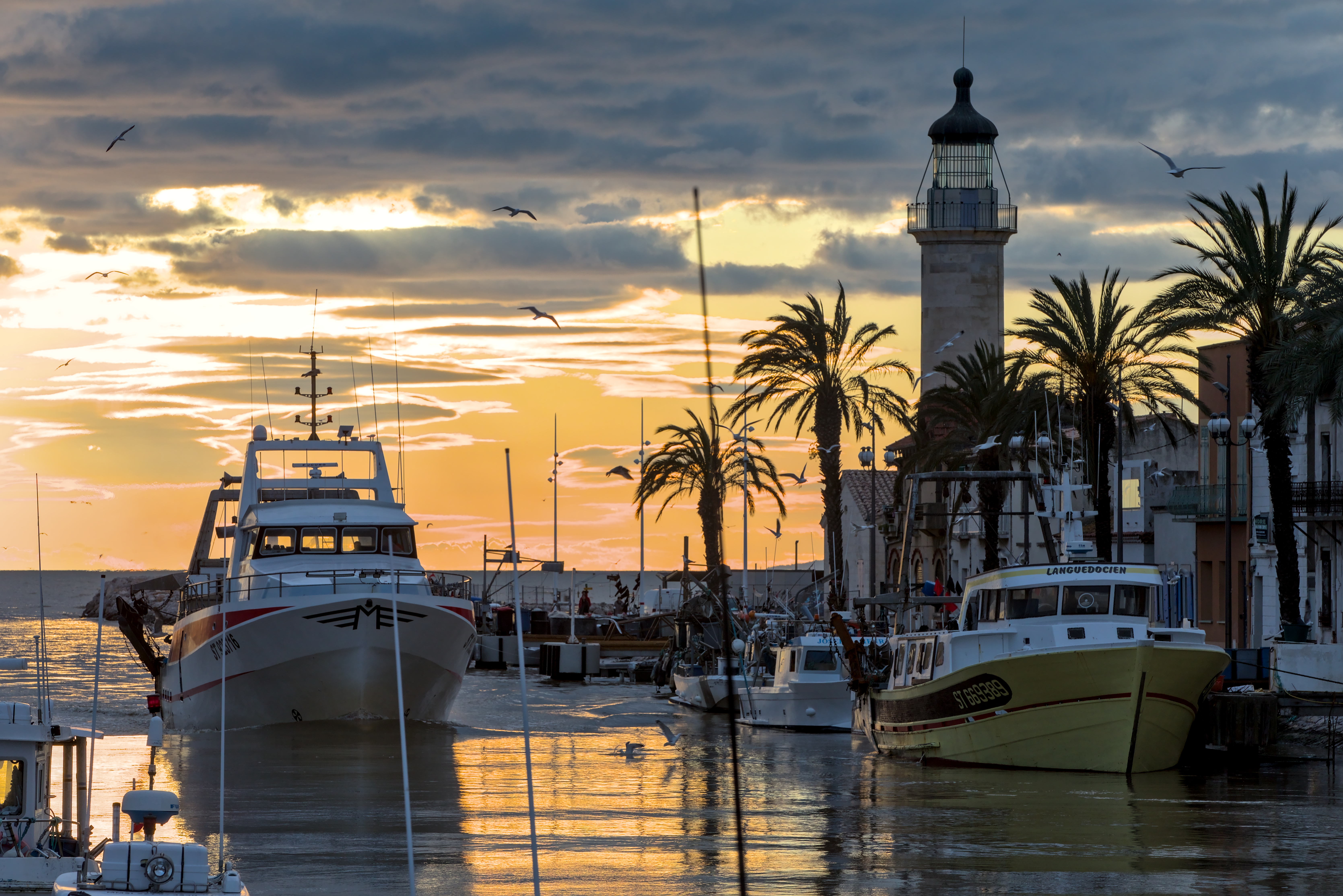
Un bateau de pêche rentrant au port au soleil couchant.

### Secteur secondaire
La marque Little Marcel a été créée en 2005 au Grau-du-Roi.

### Secteur tertiaire
Dotée du plus grand port de plaisance d'Europe avec Port Camargue, la ville est devenue un pôle touristique majeur du littoral languedocien.

## Culture locale et patrimoine

### Édifices civils
Le centre-ville, construit autour du canal reliant les étangs (et Aigues-Mortes) à la mer (Grau) conserve encore aujourd'hui son cachet traditionnel. Au-delà du cœur historique, les maisons et immeubles de vacances, s'étalent au rythme des décennies : à l'ouest, se trouve le quartier du Boucanet qui s'étend du centre-ville jusqu'au bois du Ponant (dit aussi pinède du Boucanet) et à l'est, au-delà du centre-ville, se trouve le quartier du palais de la mer puis Port Camargue.
- L'ancien phare couvert d'un lanternon en cuivre (1828).
- La maison dite du dauphin, face à l'église, typique de l'architecture 1900.
- La villa Parry, Belle Époque, à côté du phare, abrite un centre culturel. Le balcon-terrasse est supporté par des colonnes en fonte ouvragées.
- La villa Rédarès, construite en 1928 à l'époque de l'essor des bains de mer pour la famille Rédarès, d'importants propriétaires fonciers. Il s'agissait d'un bel exemple d'architecture balnéaire Art déco des années 1920, dernier vestige de ce style sur la commune, et démolie en mai 2011. Le nouvel hôtel de ville a été édifié à sa place en 2013.
- Le Château Leenhardt, un monument devenu emblématique du Grau (Plage Rive droite), construit vers 1875 par le négociant Henri Leenhardt (1822-1904)[88], a été démoli dans les années 1970, après un siècle d'existence. Sa construction avait été l'occasion d'un test original d'utilisation de briques de sable qui lui donnaient une couleur grise particulière. De nombreuses cartes postales le montrent lorsqu'il est devenu pension de famille protestante. Nombre de baigneurs se faisaient prendre en photo sur la plage qui bordait l'édifice.
- Le Centre des Aigues-Marines, l'ancienne Colonie de vacances fondée en 1933, comprend encore son bâtiment datant de 1949 coloré en bleu marine.
- Les quais et les façades préservés en grande partie le long du chenal du port de pêche au sein desquels la redoute du XVIIIe siècle pourrait avoir été englobée au XIXe siècle (découverte récente rive gauche).

### Édifices religieux
- Une première église est construite en 1840 et bénie le 11 avril 1842, sur l’emplacement actuel, puis remplacée en 1912 par un second édifice. Ce dernier, se dégradant au fil du temps, laisse place à une troisième église est reconstruite à son emplacement en 1966 et inaugurée l’année suivante par le prêtre Paul Anvesio. Il s’agit de l’église Saint-Pierre. Le père Anvesio (1922-2023), figure très appréciée, y a exercé son ministère pendant de nombreuses années (de 1967 à 1984) et, étant décédé centenaire, le parvis de l’église porte depuis 2025 son nom en hommage à sa mémoire[89],[90],[91].
- Chapelle Sainte-Thérèse du Grau-du-Roi.

### Patrimoine culturel
- Auditorium
- Seaquarium
- Musée de la mer

### Patrimoine environnemental
- Le site naturel de l'Espiguette et son phare édifié en 1869.

### Personnalités liées à la commune

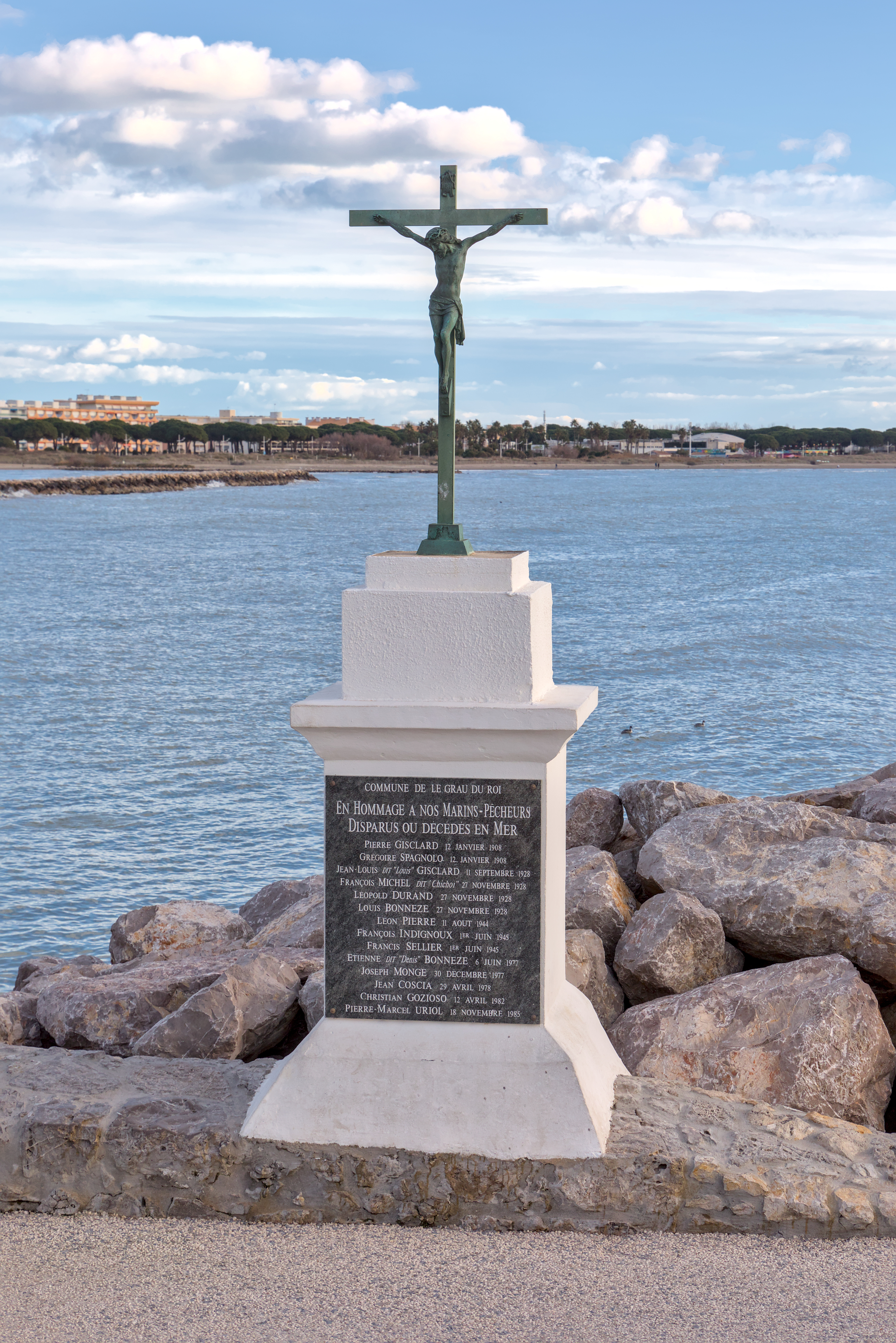
Monument aux marins-pêcheurs disparus ou décédés en mer.

- Jacques Philippe Mareschal (1689-1778), ingénieur royal ayant rédigé les plans d'une redoute au Grau-du-Roi.
- Gaston Doumergue (1863-1937), député du Gard, et Président de la République, a séjourné à plusieurs reprises au Grau du roi, dans la maison de la famille Ponsole.
- Lawrence d'Arabie a séjourné au Grau du roi en 1908 (1988-1935).
- Ernest Hemingway (1899-1961), journaliste et écrivain américain venu au Grau du roi à deux reprises pour son voyage de noce en 1927 et en 1949.
- Francis Ponge (1899-1988), poète, auteur du poème My Creative Method écrit au Grau-du-Roi.
- Félicien Cozzano (1899-1953), conseiller de la République, sénateur du Soudan français.
- Jean Bastide (1905-1995), médecin au Centre héliomarin, député, maire du Grau-du-Roi.
- Georges Bauquier (1910-1997), peintre, exécuteur d'un Grau-du-Roi (1980).
- Guy-Marie-Joseph Riobé (1911-1978), prêtre, évêque d'Orléans, retrouvé mort sur la plage du Grau-du-Roi.
- Bernadette Lafont (1938-2013), actrice, décédée au centre hospitalier du Grau-du-Roi.
- Alphonse Karr (1808-1890), romancier et journaliste français, estivant régulier du Grau-du-Roi, auteur de la célèbre phrase « si je devais montrer la mer à un ami, c'est le Boucanet que je choisirais ».
- Étienne Mourrut (1939-2014), salarié des Salins, député, maire du Grau-du-Roi.
- Michel Mézy (1948-), footballeur, dont le stade du Grau-du-Roi porte le nom.
- Henri Malabave (1950-), footballeur, né au Grau-du-Roi.
- Entraîneurs de l'ES Grau-du-Roi :
  - Christian Sarramagna (1951-), de 1982 à 1985.
- Joueurs de l'ES Grau-du-Roi :
  - Léopold Dupont (1924-2010), en 1962 ;
  - Bernard Boissier (1952-), de 1986 à 1988 ;
  - Jean-François Scala (1964-), de 1997 à 1998 ;
  - Didier Combe (1968-), de 1999 à 2000 ;
  - Jérôme Palatsi (1969-), de 1995 à 1996 ;
  - Antoine Préget (1972-).

## Galerie

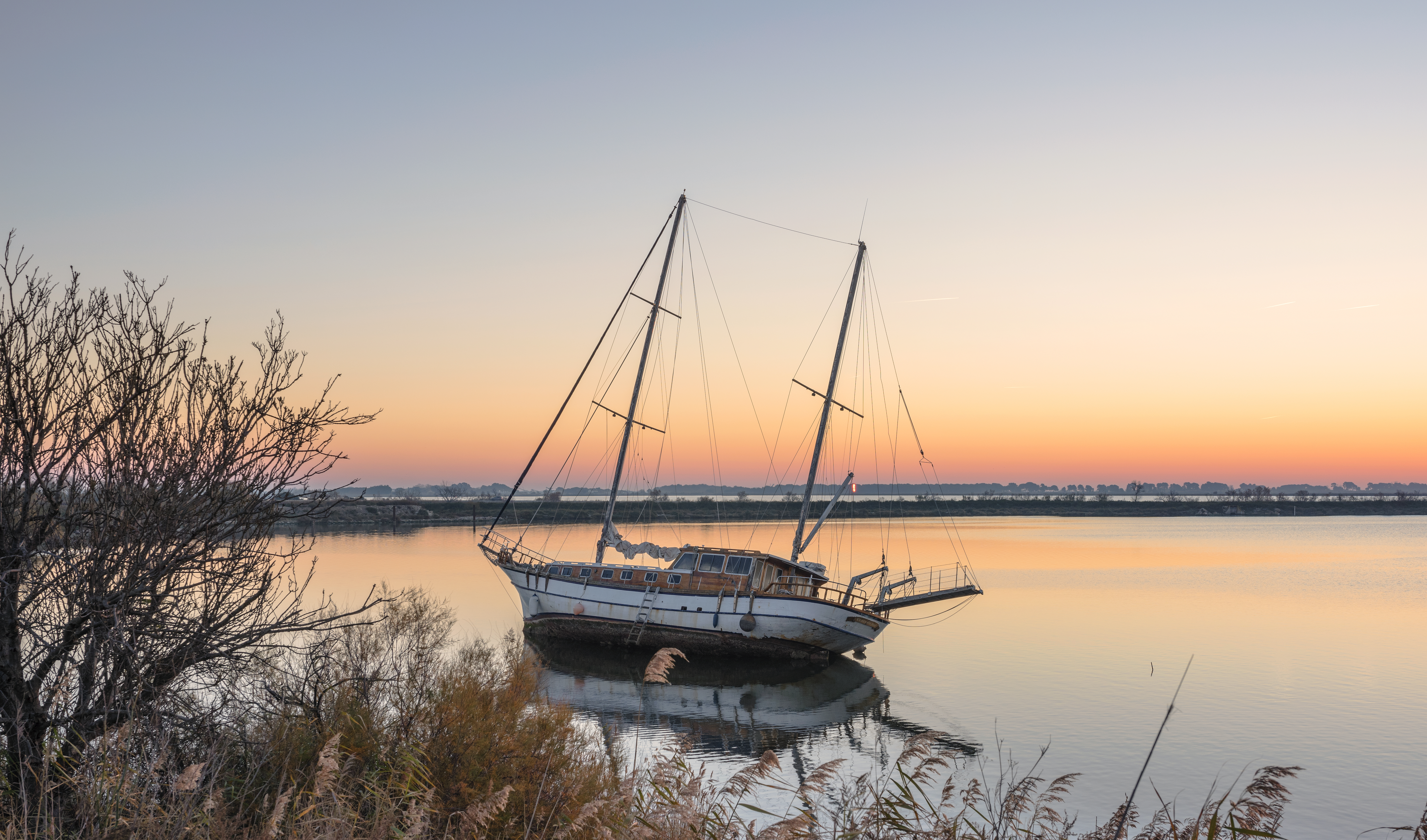
Épave dans un étang au Grau-du-Roi
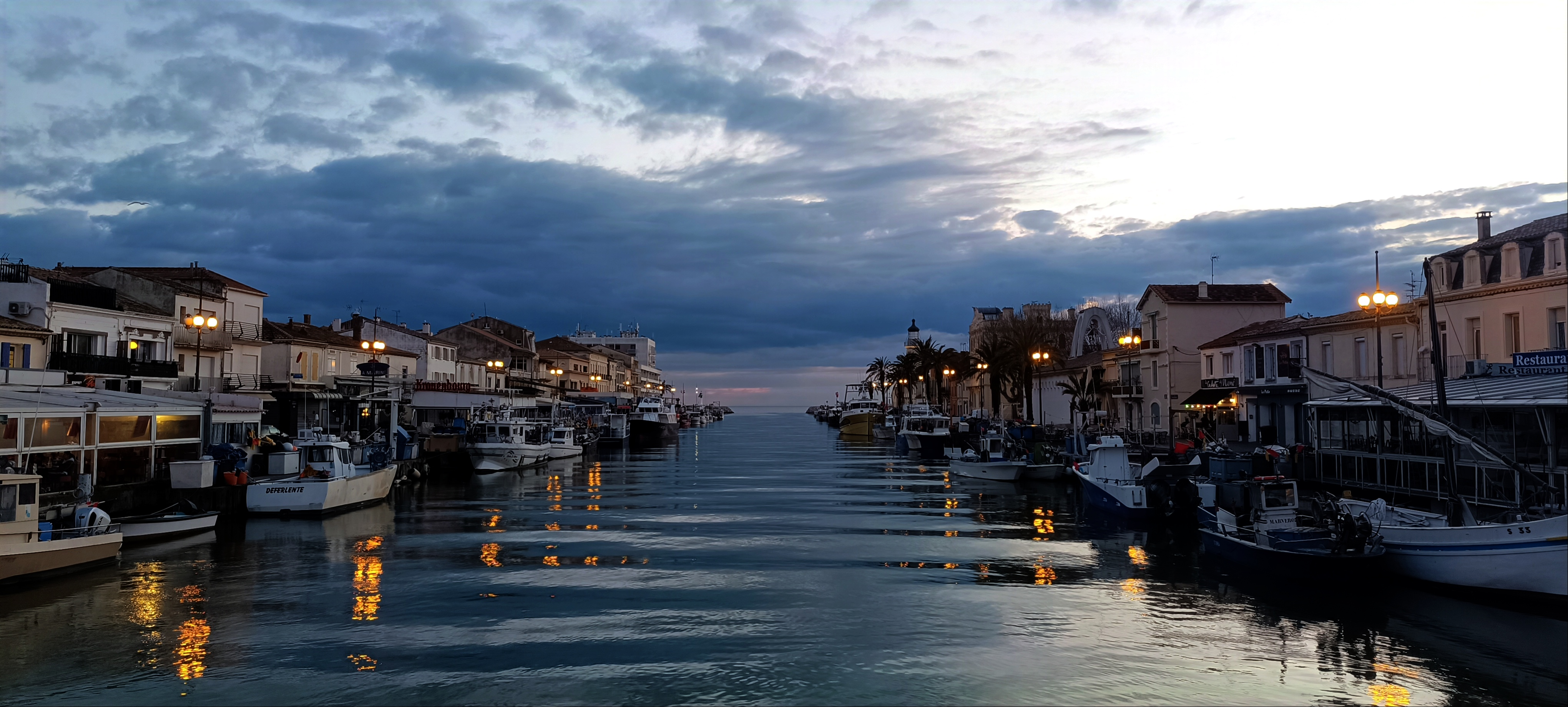
Vue sur les Quais du Grau-du-Roi
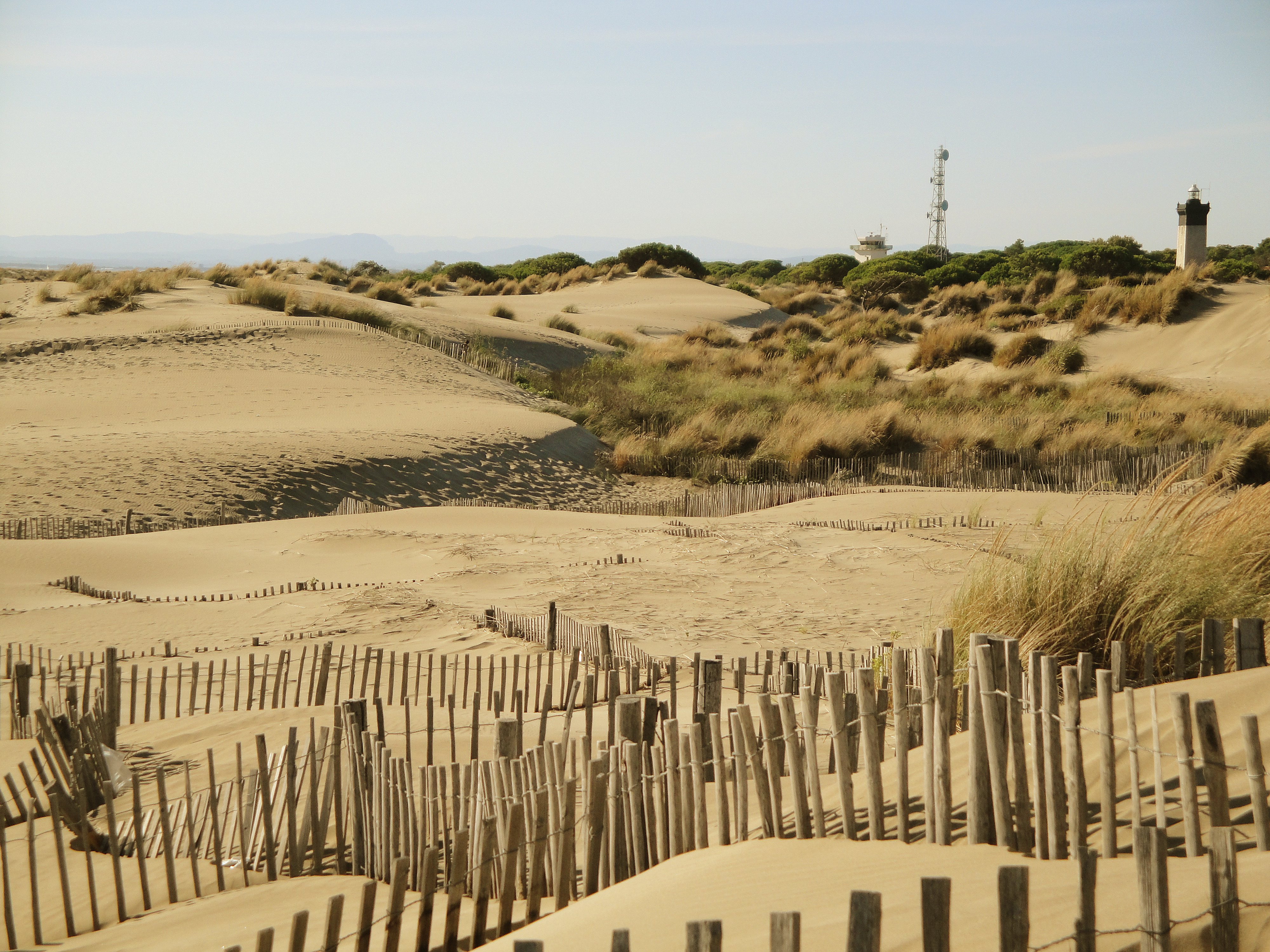
Les plages de l'Espiguette
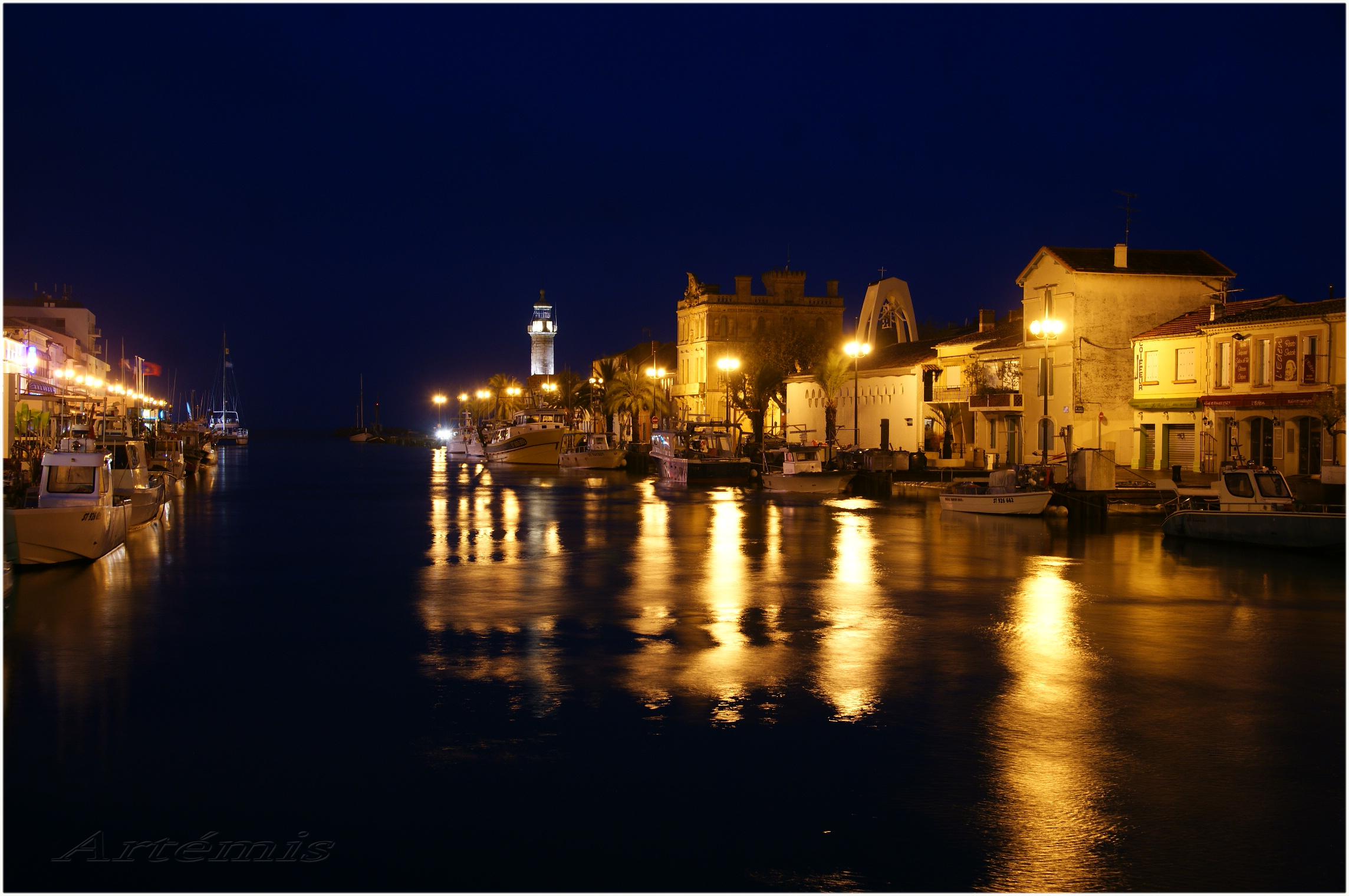
Le Grau-du-Roi, la nuit
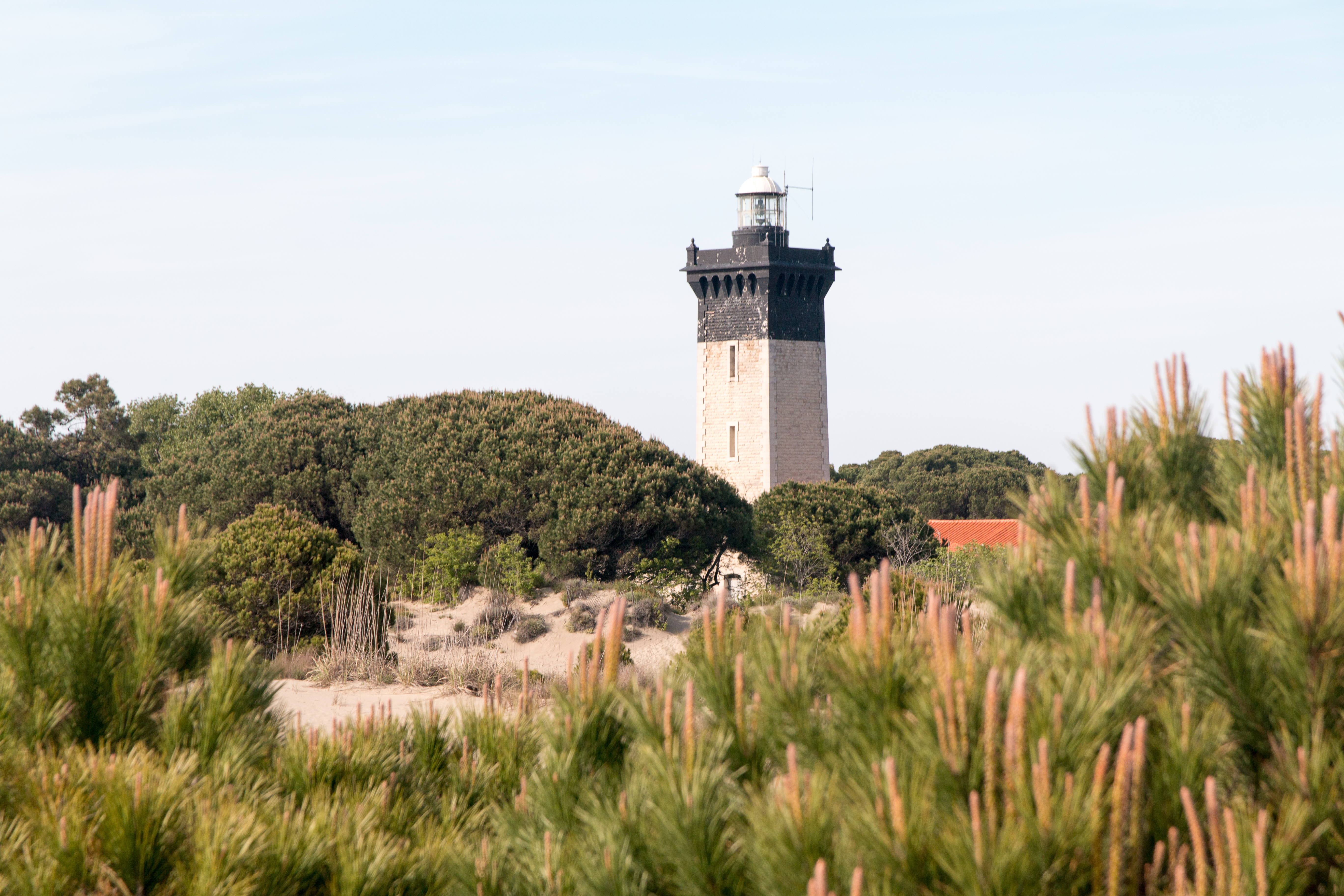
Phare de l'Espiguette
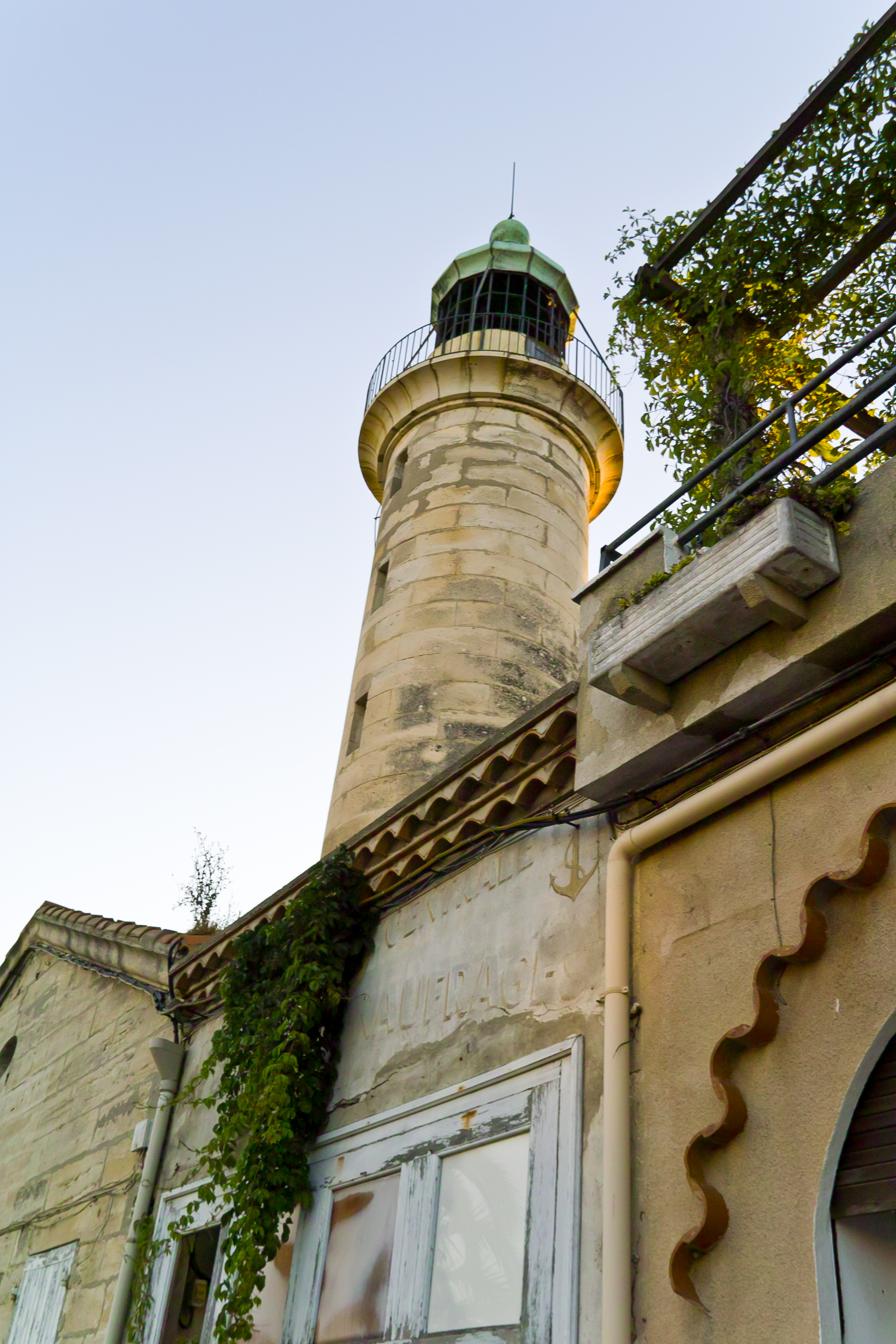
Phare du Grau-du-Roi, emblème de la ville
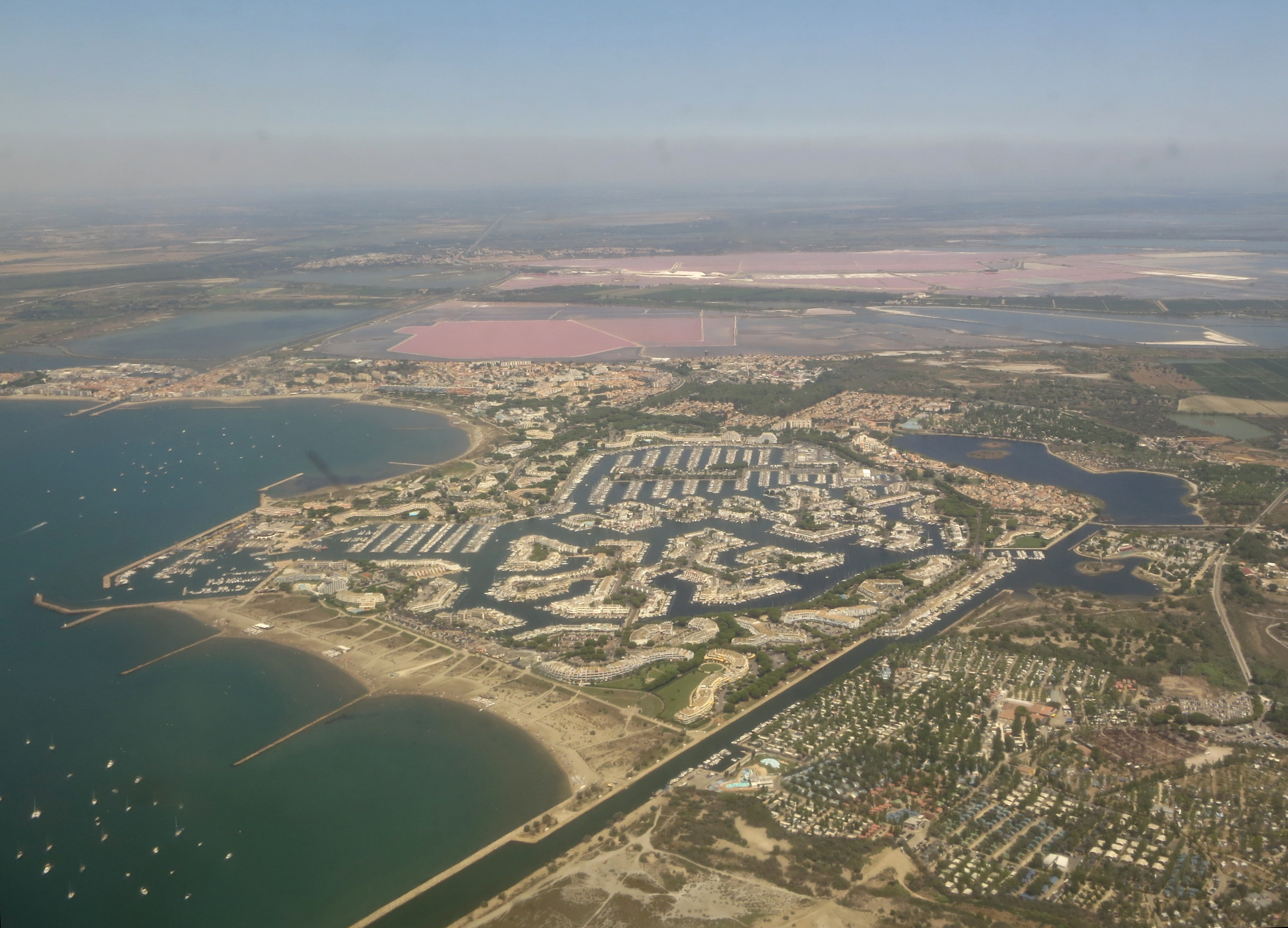
Port Camargue
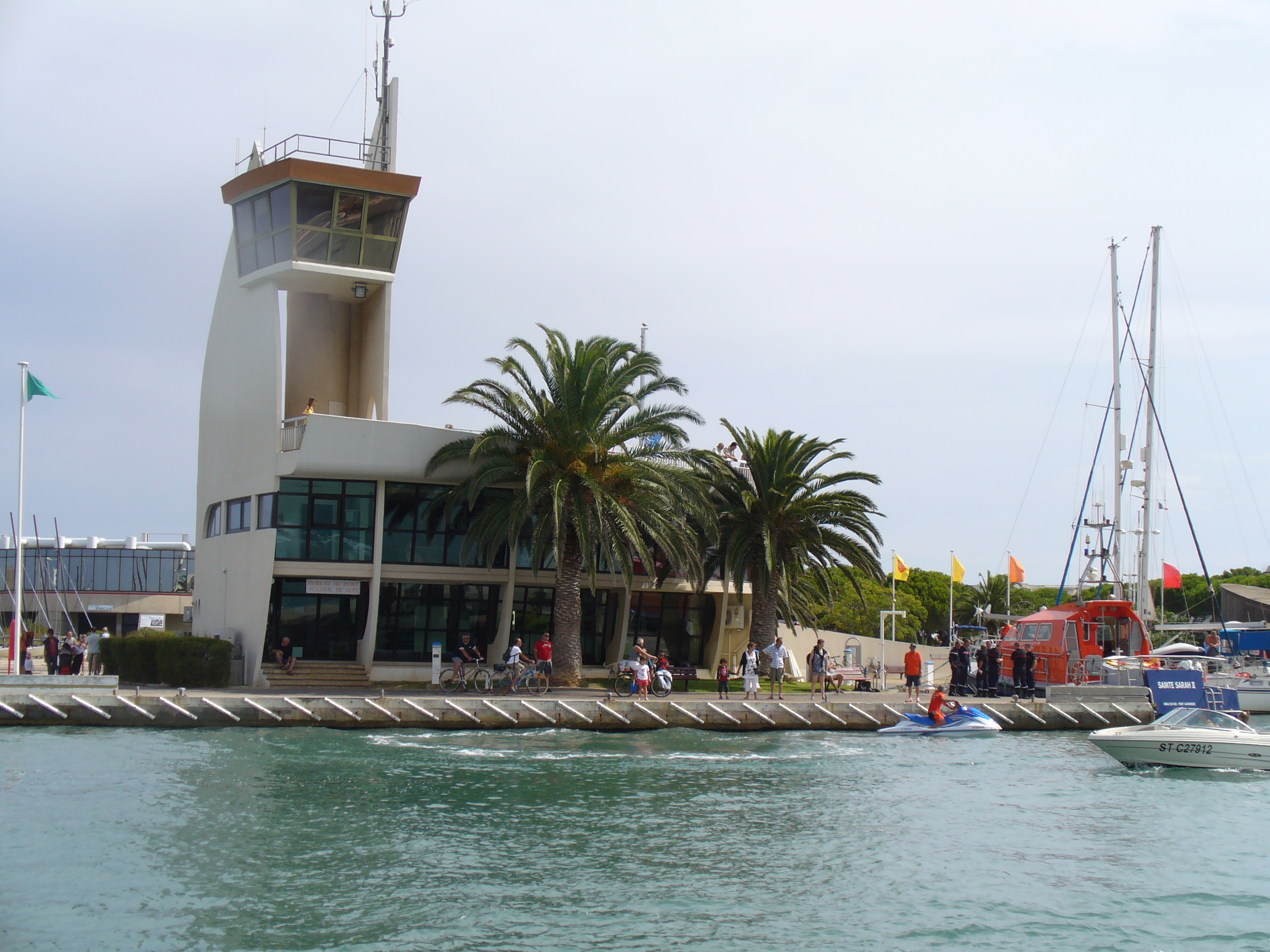
Capitainerie de Port Camargue
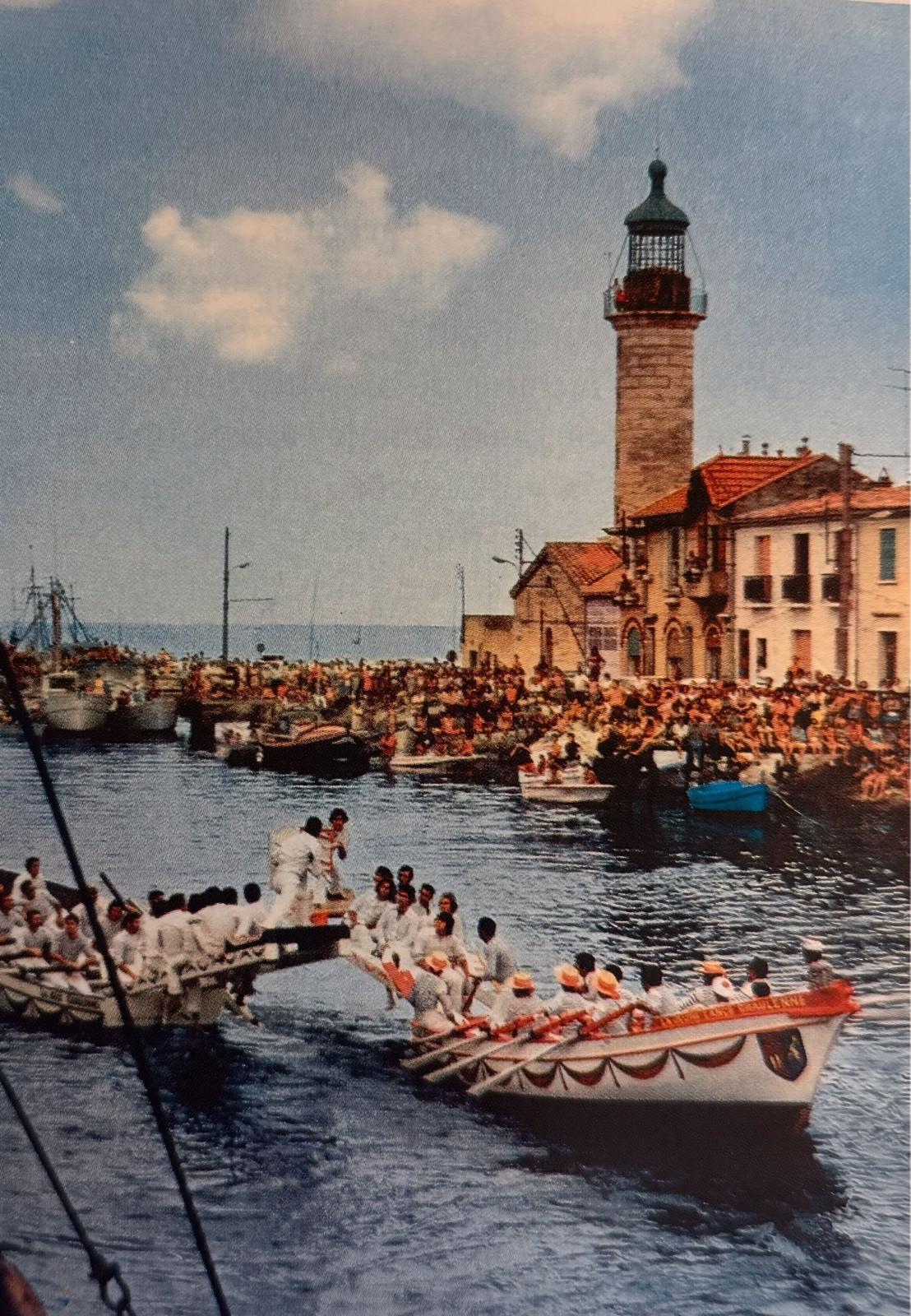
Joutes au Grau-du-Roi

## Héraldique
| Blason de Le Grau-du-Roi | Blason  | Parti : au premier d'or aux deux thons de gueules posés en pal et rangés en fasce en pointe, surmontés d'une grappe de raisin du même feuillée de sinople, au second d'azur au lion d'or lampassé de gueules ; aux deux bisses d'argent entrelacées brochant en pal sur le tout. |
| Blason de Le Grau-du-Roi | Détails | Le statut officiel du blason reste à déterminer. |